# Катрін Денев
Катрі́н Фаб'є́н Дорлеа́к (фр. Catherine Fabienne Dorléac), відома під сценічним ім'ям Катрі́н Дене́в (фр. Catherine Deneuve; нар. 22 жовтня 1943, Париж) — французька акторка, продюсерка, співачка та модель.
Має статус культової та однієї з найвидатніших, світової слави французьких акторок другої половини XX століття. Також вважається однією з найкасовіших французьких акторок та «останньою мегазіркою Франції». Знімається в кіно з 1957 року. Набула суперзіркового статусу після каннського тріумфу музичного фільму Жака Демі «Шербурзькі парасольки» (1964). У наступні роки зміцнила репутацію провідної французької акторки, працюючи з цілою низкою визначних режисерів світового кіно, серед яких Луїс Бунюель, Роман Поланскі, Аньєс Варда, Теренс Янг, Роберт Олдріч, Жан-П'єр Мельвіль, Марко Феррері, Діно Різі, Тоні Скотт, Франсуа Трюффо, Андре Тешіне. Маючи статус різнопланової акторки, вона виконала безліч визначних ролей у різних жанрах: від комедій, драм, мюзиклів, трилерів до фентезі та історичних фільмів. Знялася в таких відомих картинах, як «Відраза» (1965), «Дівчата з Рошфора» (1966) «Денна красуня» (1967), «Трістана», (1970) «Останнє метро», (1980), «Голод» (1983), «Індокитай» (1991), «8 жінок» (2002). Номінувалася на премію «Оскар» за найкращу жіночу роль та завоювала безліч інших нагород, зокрема дві премії «Сезар» за найкращу жіночу роль і почесну нагороду на трьох найбільших кінофестивалях у Каннах, Венеції та Берліні. 2020 року газета The New York Times поставила її на 21 місце у списку 25 найвидатніших акторів XXI століття.

## Ранні роки

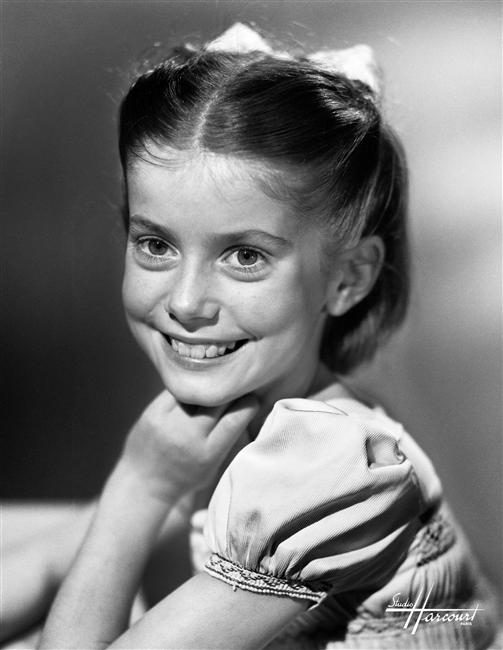
Катрін у 9-річному віці на фото для студії «Studio Harcourt» (1952)

Катрін Дорлеак народилася 1943 року у 17-му окрузі Парижа, у районі Сіте де Флер. Батько, Моріс Дорлеак (1901—1979), був актором театру і кіно, а також режисером дубляжу іноземних фільмів для студії Paramount. Її мати, Рене Сімоно (1911—2021), також була акторкою, працювала в театрі «Одеон». У тому ж театрі суфлеркою працювала її бабуся. Сімоно — лише сценічний псевдонім матері, її справжнє прізвище — Денев, яке надалі використовувала Катрін. Мати вела весь будинок, але роботу в театрі не залишила.
Катрін була третьою з чотирьох дочок у сім'ї; її сестрами були Данієль (27 жовтня 1936, донька актора Еме Кларіона), Франсуаза (народилася 21 березня 1942 року, загинула 26 червня 1967 року в автокатастрофі на автостраді Естерель-Лазурний берег) і Сільві (народилася 14 грудня 1946 року). Вона виросла на бульварі Мюрат, 146 (16-й округ) і навчалася у Ліцеї Жан-де-ла-Фонтен, який був неподалік. Крім цього, вона й сестра мали блискучу домашню освіту та виховання — їх навчали музики й мов, танців і гарних манер.
Сім'я Дорлеак не мала нічого спільного з богемою. За словами Катрін, батьки «грали в театрі, а театр — це дисципліна. Крім того, це така професія, якою займаються вечорами, що давало нам змогу протягом дня вести нормальне життя». Усі сестри, які виросли в акторській родині, так чи інакше пов'язали своє життя з театром і кіно.

## Кінокар'єра

### Дебют у кіно
У дитинстві, як і її сестра Франсуаза, Катрін дублювала дитячі голоси у фільмах студії Paramount. У віці 13 років Катрін уперше виступила перед камерою як статистка у комедійній драмі Андре Юнебеля «Гімназистки» 1957 року. Через три роки Франсуаза переконала Катрін пройти кінопроби на роль молодшої сестри її героїні у фільмі «Двері хлопають». Хоча режисер Жак Пуатрено зрештою взяв Катрін на цю роль, сама вона згадувала, що їй просто сподобалося грати з сестрою, і вона не планувала продовжувати. Щоб її не плутали з сестрою, вона вирішила взяти прізвище матері й від того часу фігурувала в титрах під прізвищем Денев, про що іноді жалкувала.
1960 року актор Мел Феррер знайшов схожість між Денев і своєю дружиною Одрі Гепберн, після чого запросив її на роль у драмі «Ловелас», де також знялася Даніель Дар'є.

### 1960-ті роки

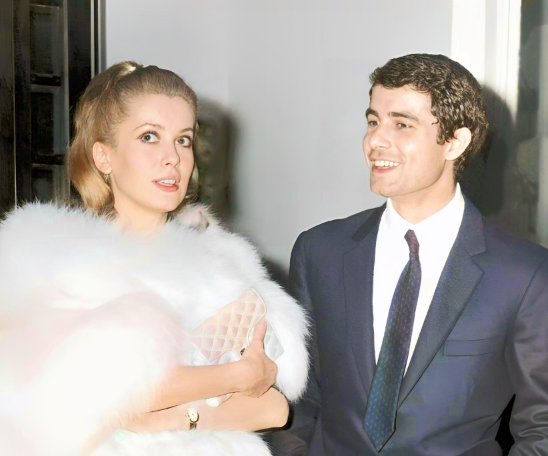
Роль у «Шербурзьких парасольках» разом з Ніно Кастельнуово принесла Катрін Денев міжнародне визнання

1961 року Денев знялася разом зі співаком Джонні Голлідеєм в одній з новел комедії «Парижанки» Марка Аллегре. Вона зіграла школярку Софі, у якої почався роман з гітаристом. На зніманні вона познайомилася з режисером і сценаристом Роже Вадимом, старшим від неї на 15 років, з яким у неї розпочався роман. Їхні стосунки, що тривали з 1961 по 1964 рік, принесли Денев певну популярність, однак її сприймали радше як публічну особу, ніж як акторку. 1963 року, коли у Денев народила від Вадима сина Крістіана, режисер запропонував їй першу головну роль у фільмі «Порок і доброчесність», що торкався теми нацизму і був вільною екранізацією роману «Жюстина» маркіза де Сада. За словами акторки це був її «перший серйозний фільм».
Ще 1961 року режисер Жак Демі обрав Денев на головну роль у своєму новому фільмі «Шербурзькі парасольки». Проте фільм зняли лише через два роки, оскільки акторка завагітніла, і режисер погодився відкласти зйомки. Під музику Мішеля Леґрана Денев виконала роль Женев'єв, продавчині парасольок, яка під тиском своєї матері погоджується одружитися з багатим ювеліром, попри те, що вона закохана і вагітна від Ґі, гаражного механіка, який пішов на Алжирську війну. Представлений на Каннському кінофестивалі 1964 року, фільм, створений у вигляді поетичної, але водночас жорстокої «казки», отримав тріумфальний прийом і здобув «Золоту пальмову гілку». Крім цього, фільм мав великий успіх у критики та аудиторії і дав початок кар'єрі Денев.
На зніманні «Шербурзьких парасольок» Денев познайомилася з франко-польським режисером Романом Полянським, який щойно зняв свій перший повнометражний фільм «Ніж у воді» (1962). Хоча вона була зачарована Полянським, вона відмовилася зніматися в написаній ним екранізації твору Ролана Дюбільяра «Наївні жирондисти», вважаючи, що це «роль для ідіотки». Пізніше Полянський запросив її до проєкту, заснованого на оригінальному сценарії, який він написав у співавторстві з Жераром Браком, — на що Денев погодилася. В результаті вона зіграла у «Відразі» (1965) роль молодої жінки з шизофренією, чия відраза до сексуальності доводить її до смерті. Під час зйомок, які проходили в Лондоні, між режисером і акторкою встановилися близькі стосунки. Стрічка мала успіх у критики та публіки й здобула нагороду «Срібний ведмідь» на Берлінському кінофестивалі 1965 року.
1966 року Денев з'явилася в комедії «Життя багатіїв». Це був перший повнометражний фільм режисера Жана-Поля Раппно, події якого відбувалися за часів Другої світової війни. Він розповідав історію пари, що ворогує між собою: Жерома, тихої, «домашньої» людини, та Марі, молодої енергійної жінки, якій набридає флегматичність її чоловіка, і вона зачаровується бійцем Руху Опору. Фільм, на зніманні якого Денев вперше зустрілася з Філіппом Нуаре, мав великий успіх у публіки, зібравши понад 1,7 мільйона глядачів.
1967 року акторка возз'єдналася з Жаком Демі для знімання мюзиклу «Дівчата з Рошфора», де знялася разом зі своєю сестрою Франсуазою Дорлеак, а також з Джином Келлі, Джорджем Чакірісом і Даніель Дар'є. Фільм розповідає історію сестер-близнючок, учительок танців і музики, які мріють поїхати до Парижа і користуються нагодою втілити це, коли до міста приїжджає трупа ярмаркових артистів. Як і «Шербурзькі парасольки», «Дівчата з Рошфора» мали великий успіх, коли вийшли на екрани кінотеатрів. Стрічка зблизила Катрін і Франсуазу, але протягом тривалого часу цей фільм був для Денев неприємним спогадом через смерть Франсуази невдовзі після його виходу.

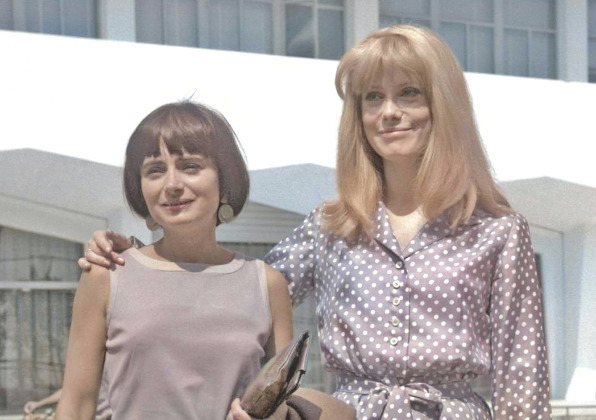
Катрін Денев з режисеркою Аньєс Варда під час презентації фільму «Істоти» на Венеційському кінофестивалі 1966 року

Того ж року на екрани вийшов фільм «Денна красуня», вільна екранізація однойменного роману Жозефа Кесселя. Продюсери фільму брати Акім, які бажали бачити у головній ролі саме Денев, довірили його знімання Луїсу Бунюелю. Фільм розповідає історію молодої буржуазної жінки, закоханої у свого чоловіка і яка, маючи садомазохістські мрії без сексуального задоволення в шлюбі, вирішує зайнятися проституцією. Тоді Денев часто грала молодих жінок, покірних соціальним умовностям. У «Денній красуні» це кінематографічне зображення покірності традиціям у поєднанні з еротизмом, іноді насильницьким, але завжди без відвертості, виражало соціальний переворот, що відбувався в той час. За спогадами Денев, роль була ризиковою для неї, бо сильно контрастувала з роллю юної романтичної дівчини з «Шербурзьких парасольок». Крім того, у «Денній красуні» Денев втілила фантазію про трансгресію, водночас обережно дотримуючись соціальних умовностей. Створений нею образ справив враження у період переходу від класицизму до модерну, від традиційності до емансипації. Хоча зустріч з режисером стала однією з найважливіших у її житті, їхні стосунки під час знімання були напружені через протилежність характерів. Також, за словами Денев, Бунюель хотів зробити фільм ще відвертішим, з більшою кількістю сцен оголення, але вона завадила цьому і вважає, що це пішло на користь картині. Спочатку заборонений французькою цензурою, фільм «Денна красуня» був згодом дозволений після низки скорочень. Він привернув увагу понад двох мільйонів глядачів і здобув нагороду «Золотий лев» на Венеційському кінофестивалі.
1967 року Денев разом з Мішель Морган, Мішелем Пікколі та П'єром Клементі знялася в комедії Мішеля Девіля «Бенжамен, або Щоденник незайманого», де зіграла спадкоємицю замку. Фільм посів 11 місце у французькому кінопрокаті 1968 року. На початку знімання фільму Денев спіткало лихо — 26 червня в дорожній аварії у віці 25 років загинула її сестра Франсуаза. За словами Денев, утрата сестри стала «найбільшою душевною раною в її житті». Попри це, незабаром вона розпочала зніматися в «Бенжамені», вживаючи безліч заспокійливих. «Якимось чином я, мабуть, відчувала, що фільм допоможе мені вижити…», — згадувала вона.

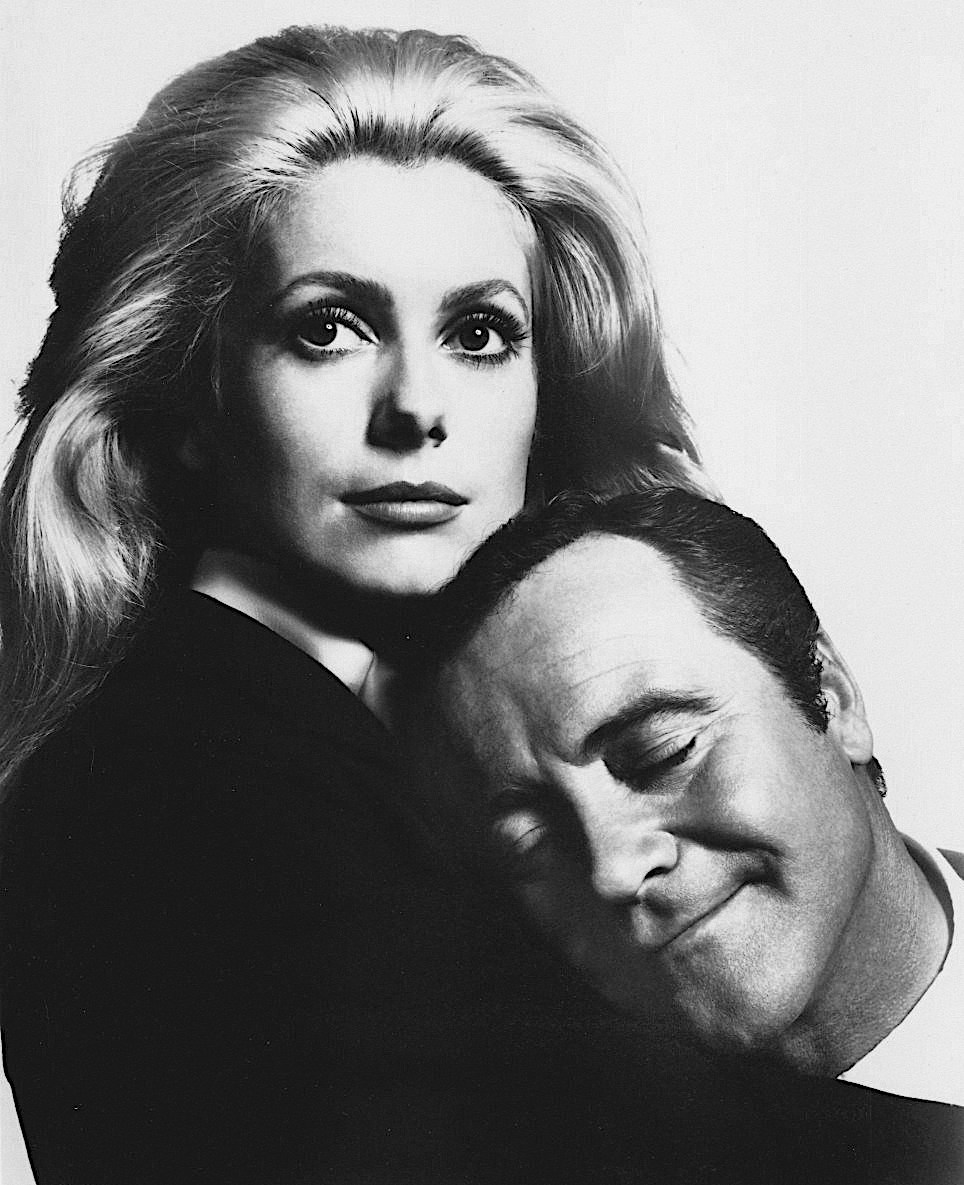
Катрін Денев і Джек Леммон
у фільмі «Квітневі безумства» (1969)

Наступний фільм Денев, «Манон 70» режисера Жана Ореля, що вийшов на екрани 1968 року, був сучасною адаптацією роману абата Прево «Манон Леско». Денев виконала у ньому головну роль. Фільм не мав успіху у прокаті і його неоднозначно сприйняла критика, зокрема дискусії точилися навколо характеру Манон і того, чи була вона утриманкою, або ж просто емансипованою жінкою. Проте з роками фільм став класикою французького кіно і запам'ятався своїм стилем, включаючи зачіски, одяг і навіть французькі берети. Також 1968 року Денев знялася у романтичній драмі «Капітуляція», екранізації однойменного роману Франсуази Саган, режисера Алена Кавальє, де зіграла молоду жінку, що вагається між світським коханцем, багатим промисловцем і молодим інтелігентом, з яким у неї починається пристрасний роман. Після виходу на екрани «Капітуляція» мала позитивні відгуки.
Ще під час знімання «Денної красуні» брати Акім запропонували режисеру Франсуа Трюффо спродюсувати його наступний фільм, за умови, що у ньому зніматиметься Денев. З першої ж зустрічі з акторкою Трюффо був у захваті від неї і одразу ж став уявляти її у головній ролі екранізації роману Вільяма Айріша «Вальс у темряву». Після суперечок з продюсерами Трюффо викупив права і взявся за екранізацію роману самостійно, перейменувавши її на «Сирену з „Міссісіпі“». Стрічка розповідала історію пристрасного кохання між багатим французьким промисловцем, якого зіграв Жан-Поль Бельмондо, та самозванкою у виконанні Денев. Фільм вийшов на екрани 1969 року, але попри те що він зібрав понад мільйон переглядів, публіка погано його сприйняла.
Наприкінці 1960-х років Денев вже вважали найяскравішою зіркою французького кіно. Вона прагнула не афішувати своє особисте життя, що, на думку журналу Paris Match, посилювало серед публіки загадковість.
Акторка почала викликати інтерес в американських кіностудій. Вона знялася у блокбастері «Маєрлінг» Теренса Янга. Фільм розповідав про трагічну любовну історію кронпринца Рудольфа Австрійського та його коханки Марії фон Вечери, яку зіграла Денев. Після Бріжіт Бардо та Жанни Моро, Денев стала ще однією французькою зіркою, яка потрапила на обкладинку американських журналів Newsweek та Look, де її проголосили «найкрасивішою жінкою світу». Потім в Голлівуді їй запропонували роль у комедії «Квітневі безумства», де вона зіграла разом із Джеком Леммоном. Досвід знімання у двох голлівудських стрічках мав недостатньо переконливі успіхи, як в очах преси, так і для самої Денев, через що вона вирішила віддалитися від американського кіно, відмовившись грати дівчину Джеймса Бонда у фільмі «На секретній службі Її Величності». Натомість вона погодилася знятися у шпигунському фільмі Альфреда Гічкока «Коротка ніч», але проєкт, робота над яким відкладалася кілька разів, так і не відбувся, що стало одним із найбільших розчарувань акторки.

### 1970-ті роки
На початку 1970-х Катрін Денев стала однією із найзнаменитіших акторок Франції, як на національному, так і на міжнародному рівні. 1970 року вона вчергове затвердила зірковий статус роллю у драмі Луїса Бунюеля «Трістана». Фільм розповідає про долю молодої жінки, яку взяв до себе дворянин з Толедо. Цей досвід співпраці з Бунюелем виявився для неї успішнішим за попередній.

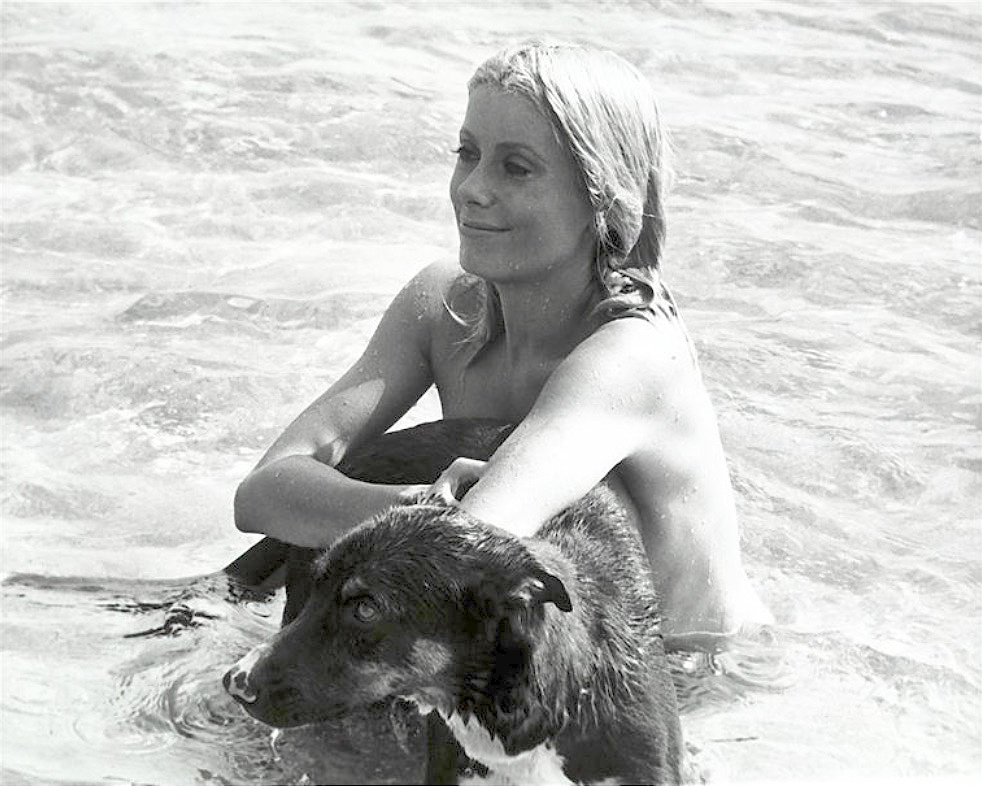
Денев в Італії, під час знімання фільму Марко Феррері, «Сука» (літо 1972 року)

Того ж року Денев знялася у новому музичному фільмі режисера Жака Демі «Віслюча шкіра». Натхненний однойменним твором Шарля Перро, фільм слідував традиційному казковому сюжету: принцеса, змушена одружитися з власним батьком, тікає з королівства, сховавшись під віслючою шкурою. Її маскування викликає до неї неприязнь оточуючих, втім їй вдається зберегти свою таємницю до випадкової зустрічі із принцом сусіднього замку. «Віслюча шкіра», що вважається культовим фільмом завдяки сміливості тем і операторській роботі, а також музиці Мішеля Леграна, стала одним із найбільших успіхів Демі та Денев. Було придбано понад два мільйони квитків.
Крім цього, 1970 року режисерка Надін Трентіньян запросила Денев на головну роль у її новому фільмі «Це трапляється лише з іншими», натхненному трагедією, яку режисерка пережила кількома місяцями раніше — смертю дев'ятирічної доньки. Денев запропонувала на роль чоловіка її героїні італійського актора Марчелло Мастроянні, з яким її щойно познайомив Роман Полянський. Під час знімання фільму між нею та Мастроянні склалися близькі стосунки. Фільм Трентіньян був визначений деякими оглядачами як «жіночий», а сама режисерка піддалася критиці за створення «непристойної» стрічки. Маючи велику прив'язаність до Трентіньян, акторка публічно виступила на захист режисерки та її фільму: «Надін не говорить нічого непристойного, вона розповідає про щось дуже жорстоке, найнесправедливіше, що могло статися».
У ці роки французький кінематограф переживав період ідеологічних потрясінь. Публіка ставала менш сприйнятливою до буржуазних цінностей, інституцій та зірок. Проте образ Денев починаючи з фільму «Денна красуня» став фундаментально консервативним, що пояснювало відсутність успіху її фільмів у 1970-х.
Бажаючи відійти від образу «витончено-крижаної» жінки, Денев звернулася до франко-іспанських та франко-італійських проєктів, чому сприяли її стосунки з Марчелло Мастроянні, разом з яким вона знялася у фільмі Марко Феррері «Сука». Денев виконала роль мандруючої світської левиці на ім'я Ліза, яка за власною волею опиняється на невеликому острові далеко від цивілізації, де живе художник-відлюдник Джорджо (у виконанні Мастроянні). Вона закохується у нього і стає покірною йому. Ліза вирішує замінити для Джорджо його улюблену собаку, його «суку», щоб привернути всю увагу чоловіка, який, здається, вітає цю рольову гру домінування та покори. Хоча акторську гру критика оцінила як чудову, до самого фільму вона загалом поставилася досить вороже. Не знайшов фільм підтримки й у публіки.
Будучи вагітною донькою К'ярою від Мастроянні, Денев погодилася виконати роль другого плану у кримінальному трилері Жана-П'єра Мельвіля «Поліцейський», який вийшов 1972 року. Стрічка, де головні ролі виконали Ален Делон і Річард Кренна, зібрала 1,4 мільйона глядачів у Франції. Також цього часу Денев з ентузіазмом відгукнулася на пропозицію Клода Соте знятися у його стрічці «Сезар і Розалі», але через незалежні від нього причини — «безглузду проблему між агентами» — режисер зрештою запросив на цю роль Ромі Шнайдер, яку надалі зняв у ще кількох своїх фільмах.
В листопаді 1973 року вийшла четверта й остання спільна робота акторки з Жаком Демі, стрічка «Найважливіша подія з тих пір, як людина ступила на Місяць», яка розповідала історію чоловіка (у виконанні Мастроянні), що виявився вагітним від своєї дружини. Від самого початку Денев мала сумніви щодо сценарію та кінцевого результату фільму, який згодом став для неї розчаруванням.

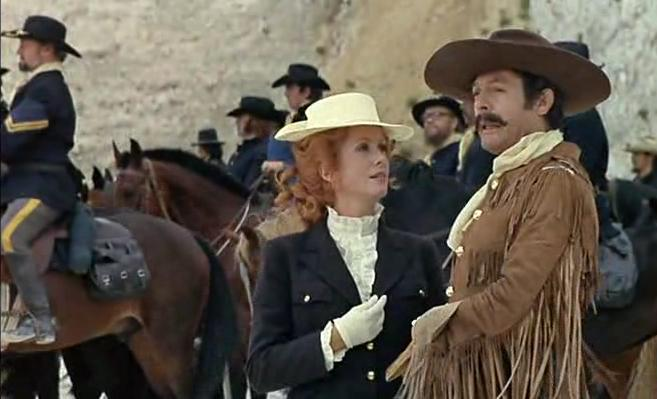
Катрін Денев і Марчелло Мастроянні у фільмі «Не чіпайте білу жінку!» (1974)

Після касового провалу «Події» Демі вирішив зняти музичну стрічку «Кімнату у великому місті», проте Денев відмовилась зіграти у ній. Вона, як і її запланований партнер по ролі Жерар Депардьє, вимагала власного виконання співу, без дублювання, присутнього у її попередніх музичних стрічках.
1974 року Денев знову знялася у Марко Феррері, у комедії «Не чіпайте білу жінку!», сюжет якої був химерним перенесенням битви при Літл-Біггорні до паризького району Ле-Аль, що на той час зазнавав значної перебудови. Фільм не мав успіху, у Франції він зібрав лише 230 тисяч квитків. Для акторки на піку слави ця стрічка була спробою розвернути свою кар'єру, відійти від ролей, які вона грала до цього моменту. Хоча вона втілювала класичну подвійність білої жінки, часто присутню в американських вестернах — і «повію», і віддану дружину, — гру Денев критика сприйняла як карикатуру на її героїню у «Денній красуні»; також від них лунали заяви, що вона «котиться […] в потворне, навіть невимовне». Це була остання спільна робота Денев з Мастроянні, після чого вони розлучилися. Наступною її стрічкою стала «Жінка в червоних чоботях» Хуана Луїса Бунюеля, що розповідала про дивні пригоди мільярдера-мецената та молодої письменниці з надприродними здібностями.
1975 року провал в кар'єрі Денев повторився з фільмом «Зіґ-зіґ», в якому вони разом з Бернадетт Лафон зіграли повій. Режисер стрічки Ласло Сабо постійно перебував на знімальному майданчику напідпитку. Денев, яка також спродюсувала стрічку, казала про цей досвід так: «Зіґ-зіґ» — не найгірший фільм, який я коли-небудь знімала. Я не впевнена, що він найкращий, але точно не найгірший. При цьому я вважаю, що це незвичайний і навіть поетичний фільм. І цей комерційний провал не завадить мені знову знімати фільми з молодими режисерами, навіть невідомими, якщо мені сподобається тема". Потім вийшли ще два фільми, теж прохолодно прийняті критикою: «Справи добропорядних людей» Мауро Болоньїні та «Агресія» Жерара Піреса.
Того ж року Денев повернула популярність завдяки комедії Жана-Поля Раппно «Дикун», в якій вона знялася з Івом Монтаном. Фільм, дія якого відбувається в сучасній Венесуелі, розповідає історію жінки, яка одразу після весілля покидає чоловіка і зустрічається з відлюдником-парфумером. «Дикун», що вважається однією з найкращих комедій французького кіно, мав великий критичний та касовий успіх, й розкрив комічний потенціал Денев. Здатність акторки вражаюче швидко говорити була використана як ритмічний елемент фільму. Стрічка також стала однією з небагатьох, де Денев погодилася знятися оголеною.

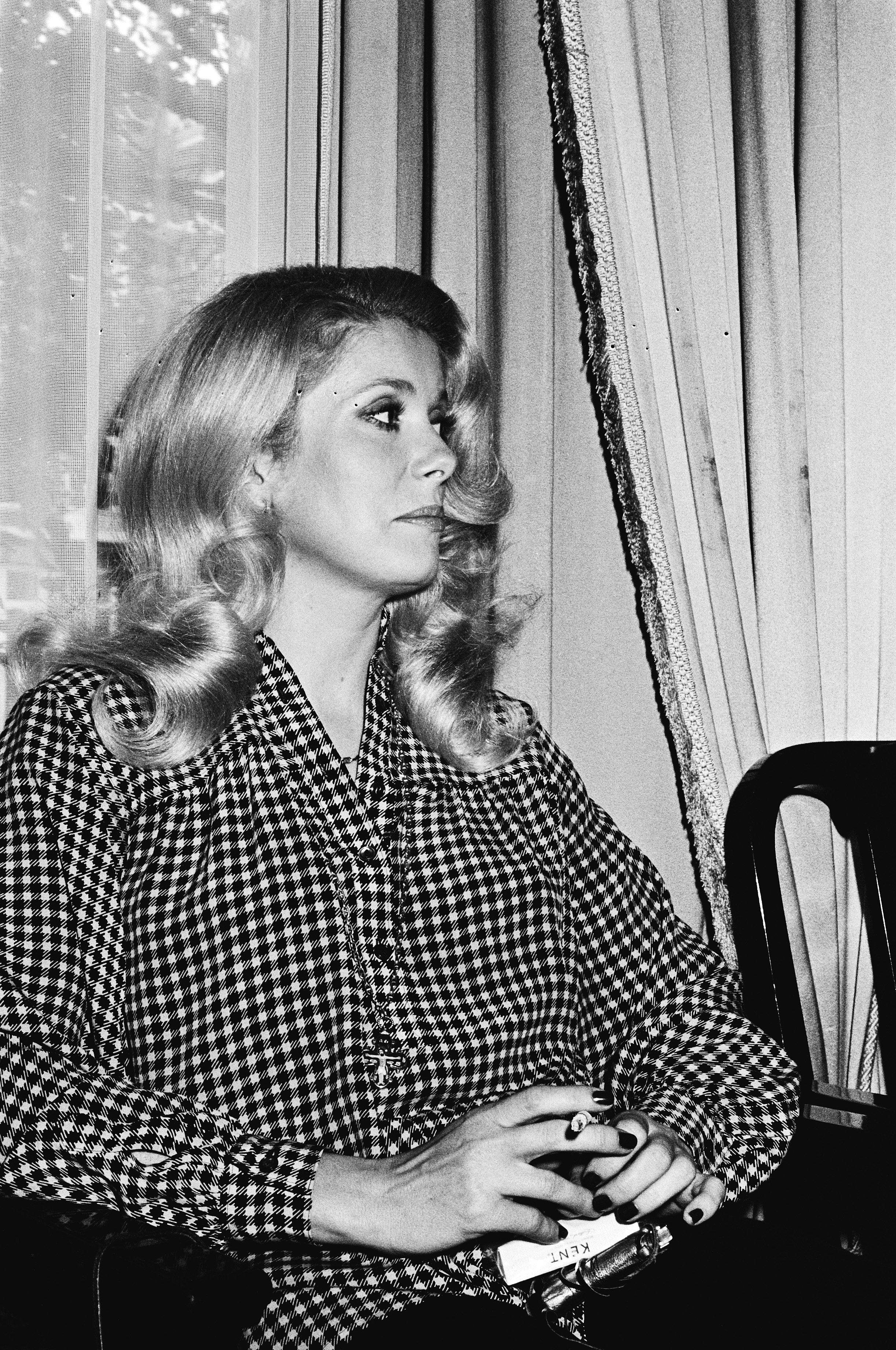
Катрін Денев, 1979 рік

Надалі Денев знову спробувала свої сили в Голлівуді, знявшись у фільмі-нуар Роберта Олдріча «Метушня» з Бертом Рейнольдсом. Він зіграв лейтенанта поліції Філа Ґейнса, а вона — високооплачувану повію, його приятельку. Однак подальші перспективи кар'єри у США її не зацікавили, хоча фільм мав касовий успіх. При бюджеті у понад 3 мільйони доларів він вийшов на Різдво 1975 року в 700 кінотеатрах, де за перші 10 днів показу зібрав 10 мільйонів доларів. Також цього року акторка знялася у драмі Клода Лелуша «Якби почати спочатку». Вона зіграла жінку, засуджену на довгий термін, яка вирішила народити дитину.
1977 року акторка знялася у британському пригодницькому фільмі «Іди вперед або помри», який залишається одним із найгірших її спогадів, зокрема через конфлікт з режисером Діком Річардсом та «неприємну» поведінку американського актора Джина Гекмена, сумнозвісного своїм конфліктним характером. Фільм розповідав про групу археологів, які у 1920-х під військовим супроводом вирушили на розкопки до Марокко. Того ж року Денев розпочала знімання у фільмі Робера Енріко «Переворот» з Філіпом Нуаре, проте через фінансові труднощі її довелося закрити. За словами акторки, вона, «розчарована, атакована, ображена» цією подією, тривалий час відкладала знімання у кіно, її не переконували запропоновані проєкти, які їй здавалися нецікавими.
1978 року Денев втілила дружину керуючого банку у кримінальній драмі Крістіана де Шалонжа «Чужі гроші», де разом з нею грали Жан-Луї Трентіньян, Клод Брассер та Мішель Серро. 1979 року стрічка отримала дві нагороди премії «Сезар» — за найкращий фільм, найкращу режисуру та була номінована ще у трьох категоріях. Потім Денев прийняла пропозицію аргентинського режисера Уго Сантьяго виконати головну роль у нуарі «Послухай». Акторку привабила ідея зіграти приватну детективку, найняту для проведення розслідування діяльності загадкової секти. Хоча Денев була в захваті від сценарію, пізніше вона вважала фільм «провальним», проте не шкодувала щодо участі у ньому і зараховувала його до таких, що збагатили її досвід.
Наступний фільм Денев, комедія «Дорослі діти» 1979 року, розповідав про сестру та брата, у виконанні Клода Брассера, що, рятуючи свою власність, намагаються зірвати плани забудовника. Того ж року вона знялася у ще двох фільмах. У драмі Клода Лелуша «За нас двох», де її партнером став Жак Дютрон, вона зіграла шахрайку, яка закохалася у злочинця. У комедії Іва Робера «Сміливіше, біжімо» вона разом з Жаном Рошфором зіграли коханців. Стрічка розповідала про 40-річного чоловіка, який кидає дружину і дітей, вирушаючи зі співачкою кабаре до Амстердаму. Фільм мав скромний комерційний успіх, продажі квитків у Франції склали 1,1 мільйона.

### 1980-ті роки
Нове десятиліття розпочалося для Денев одним із найбільших успіхів у її кар'єрі — фільмом «Останнє метро» Франсуа Трюффо. Сюжет розповідає про театральний колектив, який в умовах німецької окупації намагається поставити виставу, у той час як її режисер-єврей переховується від нацистів у підвалі. Через 12 років після їхньої першої співпраці режисер створив персонажку, протилежну холодній героїні «Сирени з „Міссісіпі“». Проте героїню Денев, як і в «Сирені», також звали Маріон. Також режисер використав у фільмі одну з реплік із «Сирени».

Катрін Денев, 1983 рік

Фільм став першою спільною роботою Денев та Жерара Депардьє, який, за словами самої акторки, є її улюбленим партнером у кіно. Взаємне захоплення акторів призвело до того, що Депардьє сказав: «Катрін — це чоловік, яким я хотів би стати», а Денев відповіла: «Жерар — це жінка, якою я хотіла б стати». Після виходу на екрани «Останнє метро» отримало тріумфальний прийом, його подивилися понад три мільйони глядачів, стрічка здобула десять «Сезарів», один з яких за «найкращу жіночу роль» для Денев. Участь у фільмі вкотре затвердила за акторкою статус ключової фігури французького кінематографу. Того ж 1980 року Денев знялася в комедійній драмі Клода Беррі «Я вас кохаю», де знову грала з Жераром Депардьє та Жаном-Луї Трінтіньяном, Аленом Сушоном й Сержом Генсбуром, з яким також виконала саундтрек до фільму, пісню «Dieu fumeur de havanes». Фільм був літописом любовного життя головної героїні Аліси, яку зіграла Денев, жінки середніх років, що у різдвяний вечір зібрала колись коханих нею чоловіків і надалі вирішує на якийсь час залишитися наодинці з собою, щоб розібратися у своїх почуттях.
1981 року Денев знялася з Івом Монтаном та Жераром Депардьє у кримінальному фільмі Алена Корно «Вибір зброї». Цього часу Денев розглядала можливість завершення акторської кар'єри, щоб присвятити себе продюсуванню, але натомість познайомилася з режисером Андре Тешіне, у якого надалі знялася у восьми фільмах. Першим з них стала психологічна драма «Готель „Америка“», де вона зіграла разом з Патріком Деваром, за сценарієм, що зачіпає теми побачень і пристрасного кохання, а також фатальності та самотності. Хоча акторці вдалося здивувати публіку роллю романтичної жертви, фільм не мав того успіху, на який вона розраховувала.
Невдалим досвідом для Денев став і її наступний фільм 1982 року, кримінальний трилер «Шок», де її партнером був Ален Делон. Через складні стосунки між акторкою та режисером Робіном Девісом, Делону самому доводилося знімати сцени, у яких з'являлася Денев. Делон зіграв найманого вбивцю, який закохався у мешканку сільської місцевості у виконанні Денев. Фільм посів 23-тє місце у французькому прокаті 1982 року, зібравши понад 1,5 мільйона глядачів.
1983 року Денев разом із Філіпом Нуаре знялася у пригодницькій комедії Філіппа де Брока «Африканець». Вона зіграла паризьку турагентку, що хоче відкрити клуб для відпочинку в районі Великих озер, але натомість знаходить там свого колишнього чоловіка, який прагне втекти від цивілізованого світу і від неї. «Африканець» мав успіх, було продано понад 1,7 мільйона квитків. Того ж року на екрани вийшов фільм-фентезі «Голод», перша картина англійського режисера Тоні Скотта, в якій Денев знялася разом із Девідом Боуї та Сьюзен Серендон. Фільм розповідає про екзистенційну драму елегантної вампірки Міріам Блейлок, приреченої на вічне життя. Змішуючи теми вампіризму, сапфічного та жертовного кохання, спокуси та відторгнення, «Голод», який критика та публіка погано сприйняли на момент виходу, надалі поступово став культовим фільмом, зокрема завдяки любовній сцені між Серендон та Денев, що зробила останню ЛГБТ-іконою.
1984 року Денев зіграла колишню коханку президента Франції у фільмі Франсіса Жиро «Така моя воля», де також знялися Мішель Серро та Жан-Луї Трентіньян. Фільм, знятий у стилі «роману із ключем», розповідав про існування прихованої дитини тодішнього президента Франсуа Міттерана, Мазарін, за 10 років до того, як цей факт офіційно оголосили. Крім цього, акторка погодилася зіграти невелику роль у фільмі Алена Корно, «Форт Саган», з Жераром Депардьє, сценарій якого був для неї одним із «найкрасивіших», які вона коли-небудь читала. Того ж 1984 року Денев зацікавила роль у драматичній комедії «Слова і музика» режисера Елі Шуракі, спочатку призначена для іншої акторки. Проте Денев була розчарована, коли побачила кінцевий результат зйомок, адже режисер, захопившись співучастю акторського дуету Крістофера Ламбера та Рішара Анконіни, вирішив спрямувати свій фільм у зовсім інше русло, тоді як початковий варіант сценарію був насамперед зосереджений на характері акторки.
Публічний імідж Денев протягом цього десятиліття також був відзначений її втіленням в образі Маріанни. 1985 року акторка погодилася надати свої риси цьому символу Республіки після опитування французів, яке назвало її «найкрасивішою жінкою Франції»: «Я завжди чинила опір муміфікації. За винятком погруддя Маріанни: мені це сподобалося, тому що це було народне опитування, і Республіка важлива для мене». Вона також пожертвувала роялті, належні їй за використання її образу, організації Amnesty International. Цього часу Денев відмовилася від низки кінопроєктів, а ті, якими вона зацікавилася, такі як: адаптація детективної історії Жана-Патріка Маншетта Жаном-Люком Годаром (екранізація роману Жоржа Сіменона), «Блакитної кімнати», Морісом Піалою, або оригінальна комедія про моду Жана-Поля Раппно з Ізабель Аджані, — так і не побачили світ.
1986 року Денев повернулася на знімальний майданчик, зігравши в детективі «Місце злочину» Андре Тешіне, у якому режисер зняв її як «нерозумну, трохи божевільну, трохи незрілу» жінку. Така роль припала акторці до душі. Представлений в програмі 39-го Каннського кінофестивалю фільм завоював визнання критики, а Денев отримала високу оцінку за свою гру. Журнал Cinématographe писав, що акторка «досягає глибоко зворушливої провінціалізації та знаходить тут свою найкращу роль у трагічному амплуа».
1987 року акторка з'явилася у трилері Жан-П'єра Мокі «Сентиментальний агент», який мав невеликий бюджет й був відносно швидко знятий. Задля втілення ролі мудрої хранительки музею, яка проти своєї волі опиняється втягнутою у справи державного масштабу, Денев відійшла від іміджу гламурної зірки, одягнувши у кадрі окуляри, руду перуку та строгий костюм. Її гру знову одностайно схвалила критика.
Наступного року Денев разом з Жераром Депардьє з'явилась у драматичній комедії «Дивне місце для зустрічі», яка стала першим повноформатним фільмом режисера Франсуа Дюпейрона. Вона зіграла жінку, кинуту її партнером на зупинці на автостраді взимку, яка зустріла застряглого автомобіліста. За словами Денев, сценарій їй сподобався, але саме знімання було важким і хаотичним. Попри схвальні відгуки критики, фільм не мав успіху в публіки.

### 1990-ті роки

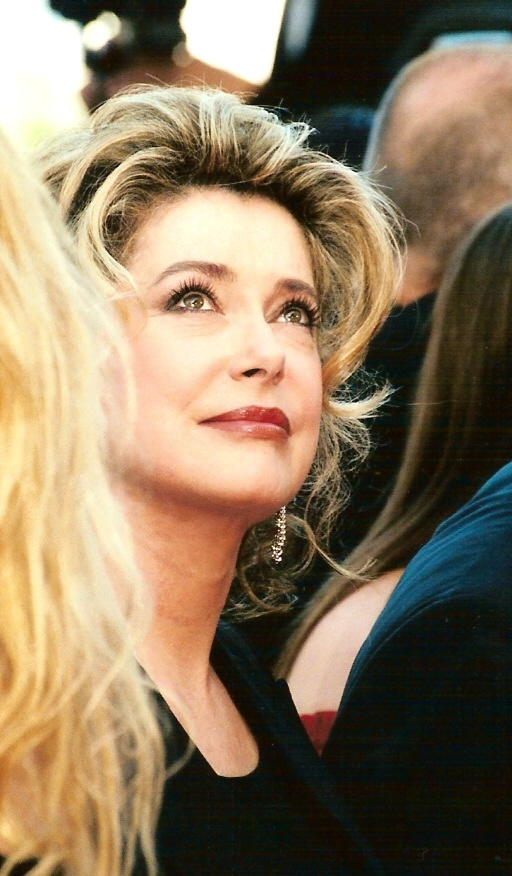
Катрін Денев на Каннський кінофестиваль 1999 1999 року

На початку 1990-х Денев певний час не вдавалося знайти сценарій, який би її вразив. Вона натрапила на сценарій фільму Режиса Варньє «Індокитай», який її приголомшив. Ця епопея писалася спеціально під неї й була вибудувана як з погляду сценарію, так і фінансово саме під її участь: «Це була справжня романтична історія з міцними стосунками між героями, дія якої відбувається в країні, епосі та політичному контексті, про який вам розповідають навколишні предмети, але вся ця інформація не превалює над самим сюжетом». Блокбастер, створений у традиціях таких голлівудських стрічок, як «Віднесені вітром», «Доктор Живаго» або «З Африки», демонстрував жахи французького колоніалізму, від якого страждали корінні мешканці, й водночас перегукувався з ностальгічним і фантазматичним баченням стрічок «Коханця» та «Дьєнб'єнфу». Денев зіграла Еліану Девріс, господиню каучукової плантації, яка з успіхом керувала нею протягом 1930-х років. Фільм з бюджетом 120 мільйонів франків був знятий протягом трьох місяців у місцевостях між Ханоєм та Пінангом. Денев згадувала про зйомки як про «дивовижну пригоду». Випущений 1992 року, «Індокитай» мав великий міжнародний успіх, лише у Франції на нього продали понад три мільйони квитків. Фільм приніс Денев другий «Сезар» за найкращу жіночу роль. Крім цього, Денев, що вже мала велику популярність серед американців і яку журнал Vanity Fair назвав «французьким національним скарбом», номінували на «Оскар» за найкращу жіночу роль — лише небагатьом французьким акторкам вдалося досягти такого визнання.
1993 року Катрін Денев повернулася до співпраці з Андре Тешіне, зігравши у фільмі «Улюблена пора року», де опонентом її героїні став персонаж у виконанні Данієля Отея. Стрічка розповідає про стосунки брата й сестри у час, коли їхня мати втрачала розум. Попри складність теми, Денев описувала знімання як «сповнене неймовірної ніжності». «Улюблена пора року» мала успіх не лише в аудиторії (продано понад мільйон квитків), але й у критики після її презентації на 46-му Каннському кінофестивалі, де гра Денев настільки сподобалася, що преса наполегливо вимагала для неї акторської нагороди. У підсумку вона отримала свою сьому номінацію на премію «Сезар» за найкращу жіночу роль.
Наступного року Денев стала віцеголовою журі 47-го Каннського кінофестивалю, яке очолював Клінт Іствуд. Проте цей досвід залишив у неї лише змішані спогади, акторка вважала, що там був «шалений тиск і бракувало обміну думками та дискусій». «Золоту пальмову гілку» присудили фільму Квентіна Тарантіно «Кримінальне чтиво». Кілька років по тому Денев сказала, що погодилася на цю посаду, сподіваючись переконати Іствуда дати їй роль у його фільмі «Мости округу Медісон», яку у підсумку виконала Меріл Стріп.
1995 року Денев стала однією із низки знаменитостей, які знялися у фільмі Аньєс Варди «Сто та одна ніч Симона Сінема», де виконала разом з Робертом Де Ніро епізодичну роль. Після цього вона з'явилася у «Монастирі» Мануеля де Олівейри з Джоном Малковичем у головній ролі, фільмі, виконаним «у дусі Бунюеля», який описала як такий про який «актору майже неможливо щось розповісти про нього, тому що це надто „авторський“ фільм».
Наступного року Денев вчергове знялася в Андре Тешіне, у фільмі «Злодії», який розповідав історію самотнього поліцейського у виконанні Данієля Отея, відторгненого своєю сім'єю, зокрема батьком та братом, які займаються викраденням автомобілів. Критика дуже хвалила акторку, яка зіграла лесбійку — професорку філософії.
1996 року Денев вперше погодилася публічно вшанувати пам'ять своєї сестри, Франсуази Дорлеак, у вигляді документального фільму, знятого режисером Анн Андре, та книги, написаної у співавторстві з Патріком Модіано, під назвою «Її звали Франсуазою». Акторка казала, що погодилася на такий фільм лише через 30 років після смерті сестри, бо не була готова до цього раніше.
1997 року Денев знялася у відеокліпі до одної із найвідоміших пісень Джо Кокера з французькою назвою «N'oubliez Jamais» («Ніколи не забувай»). Пісня була присвячена ностальгії співака за юністю та першим коханням. Акторка зіграла роль його коханої. За її словами, вона одразу погодилася на пропозицію знятися в кліпі, бо завжди була фанаткою Кокера.
Того ж року Денев вперше знялася у чилійського режисера Рауля Руїза, у психоаналітичному трилері «Генеалогія злочину», де виконала подвійну роль. Попри високу оцінку у пресі та здобуття «Срібного ведмедя» на 47-му Берлінському міжнародному кінофестивалі, фільм не мав успіху в публіки. 1998 року акторку нагородили на цьому фестивалі почесним «Золотим ведмедем» за кар'єрні досягнення. Того ж року Денев здобула успіх, зігравши у драмі Ніколь Гарсії «Вандомська площа». Роль ювелірки з алкозалежністю, що пливе за течією, принесла їй Кубок Вольпі за найкращу жіночу роль на 55-му Венеційському міжнародному кінофестивалі.

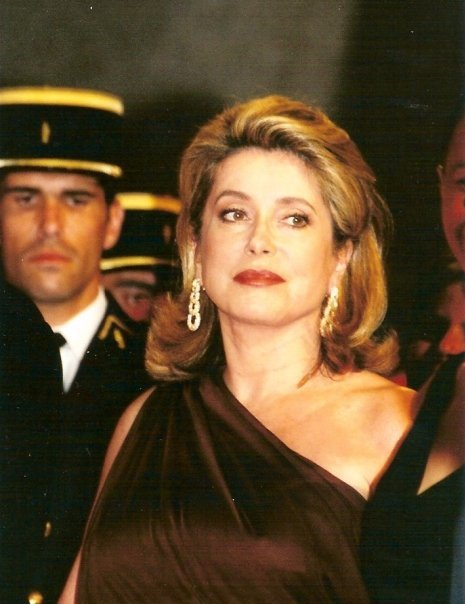
Катрін Денев, 1999 рік

Після тривалого періоду, коли Денев чергувала авторські фільми з часто трагічними ролями, вона повернулася до комедії, знявшись у «Коханій тещі», першому з п'яти фільмів, у яких вона зіграла 1999 року. Вона виконала роль тещі, у яку закохується зять, що готується одружитися з її донькою. Наступною її роботою стала роль другого плану у фільмі Філіппа Ґарреля «Вітер вночі», де вона зіграла одружену жінку, яка чіпляється за молодого коханця як за останній шанс стати щасливою. Особливостями роботи над фільмом для неї стало те, що сцени до нього, після численних попередніх репетицій, знімалися з одного дубля, через що знімання здавалося їй дуже швидким та дивним.
Надалі Денев, знову шукаючи цікаві проєкти, натрапила на творчість режисера Леоса Каракса, якому вирішила допомогти зібрати кошти на його фільм «Пола Ікс», знявши трейлер, який він представив у Каннах, щоб отримати необхідне фінансування на спецефекти для фільму. Акторка виконала у фільмі роль роль матері молодого письменника. Наприкінці 1999 року знову співпрацювала з Раулем Руїзом, з'явившись у ретро-фільмі «Віднайдений час», після чого знялася у фільмі Режиса Варньє «Схід — Захід». В обидвох стрічках Денев виконала другорядні ролі.
Наприкінці дев'яностих Денев продовжувала вважатися однією з найкрасивіших жінок світу та найвидатніших французьких акторок за останні 40 років, по співпрацю до якої зверталася низка визначних європейських режисерів. Володіючи видатною фільмографією, вона продовжувала користуватися міжнародною славою, а її ім'я стало синонімом історії кінематографа другої половини XX століття. 1999 року ЮНЕСКО обрали її амбасадоркою зі збереження кінематографічної спадщини.

### 2000-ні роки

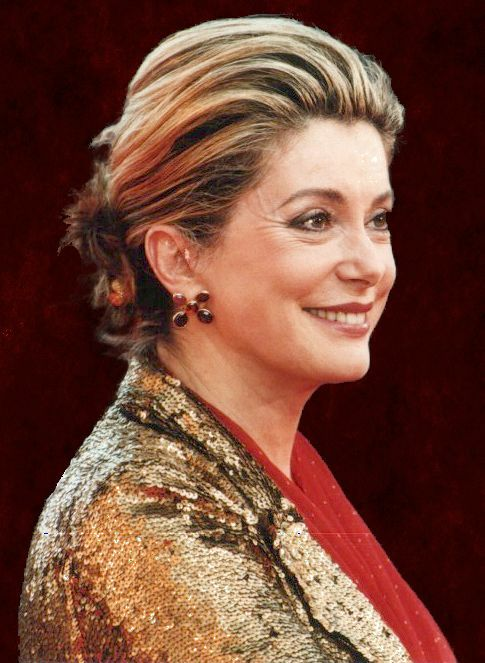
Катрін Денев, 2000 рік

На початку 2000-х років, знаходячись під враженням від перегляду фільму «Розсікаючи хвилі» Ларса фон Трієра, Денев надіслала режисерові листа, в якому висловила бажання працювати з ним. Фон Трієр запропонував їй роль у своєму новому фільмі «Танцюристка в темряві», спочатку написану для афроамериканської акторки. Стрічка розповідала про молоду чеську емігрантку та мати-одиначку, яка, перебуваючи на межі сліпоти, намагається зібрати кошти, необхідні для оплати операції, яка дозволить її синові, що страждає на ту ж недугу, одужати. Головну роль та саундтрек виконала ісландська співачка Б'єрк. Знімання фільму відзначилося конфліктними ситуаціями співачки з режисером. За спогадами Денев, вона часто захищала Б'єрк. Фільм отримав тріумфальний прийом під час презентації на 53-му Каннському кінофестивалі, де його нагородили «Золотою пальмовою гілкою».
2001 року Денев знялася у драмі Мануеля де Олівейри «Я йду додому», що розповідала історію 76-річного паризького актора (у виконанні Мішеля Пікколі), сім'я якого загинула в автокатастрофі. Стрічка мала схвальні відгуки критики. Того ж року акторка з'явилася як камео у комедії «Розпусниці», де головні ролі зіграли Жозіан Баласко і Наталі Бай. У двох наступних стрічках Денев виконала ролі королев. У фільмі «Хлопчик-мізинчик» Олів'є Даана вона знову повернулася до жанру казок. В американському фільмі «Мушкетер», знятому у стилі «плаща і шпаги», вона зіграла королеву Франції Анну Австрійську. Стрічка отримала негативну критику й була комерційно провальною, при бюджеті у 36 мільйонів доларів, вона зібрала лише 34 мільйони. Невисоку оцінку фільму дала і сама Денев, назвавши його нецікавим.
2002 року на екрани вийшла одна із найвідоміших стрічок у кар'єрі Денев, «8 жінок» режисера Франсуа Озона. Фільм був камерною гумористично-кітчево-саркастичною постановкою, знятою в дусі детективної комедії бульварного театру 1950-х, із повністю жіночим акторським складом, підібраним за зразком комедії «Жінки» (1939) Джорджа К'юкора. З Денев у ньому зіграли Ізабель Юппер, Фанні Ардан, Еммануель Беар і Даніель Дар'є. Стрічка мала великий успіх у критики й аудиторії та отримала «Срібного ведмедя» за видатний внесок у мистецтво на Берлінському кінофестивалі 2002 року.
Драматична комедія «Розмовний фільм» 2003 року стала третьою й останньою співпрацею Денев з Мануелем де Олівейрою. Надалі Олівейра пропонував їй зіграти в його наступній стрічці «Все ще красуня» (вийшов 2006 року), яка за задумом режисера була продовженням «Денної красуні», проте акторка відмовилася від цього. Зрештою цю роль виконала Бюль Ож'є.
Цього часу Денев дебютувала на телебаченні, знявшись у двох проєктах поспіль. Спочатку її зацікавила сучасна адаптація роману «Небезпечні зв'язки», знята режисеркою Жозе Даян як мінісеріал. Акторуа зіграла Маркізу де Мертей, а її партнерами по майданчику стали Даніель Дар'є, Руперт Еверетт і Настасія Кінскі. Проєкт, який кілька разів перезнімався і спочатку анонсувався як велика подія, виявився розчаруванням для критики та публіки; під час трансляції він зібрав трохи понад п'ять мільйонів глядачів, що було нижче звичайних показників для драм Жозе Даян. У самої Денев залишилися гіркі спогади щодо цього досвіду: «Я була дуже нещасливою, коли ми вийшли в ефір. Це був неймовірний саботаж! Зокрема, те, що Рупперта Еверетта дублювали, хоча його французька була зрозумілою. Обговорити це з каналом було неможливо. У мовника були всі права. Мене просто обдурили. Я цього не забуду». Наступною роботою Денев стала роль Марі Бонапарт, двоюрідної племінниці Наполеона I та послідовниці Зиґмунда Фрейда, у телефільмі Бенуа Жако «Принцеса Марія», що транслювався у двох частинах на каналі «Arte» 2004 року. Потім її оголосили учасницею акторського складу американської комедії Девіда О. Рассела «Я обожнюю Гакабі» з Дастіном Гоффманом у головній ролі, але акторка відмовилася від участі у проєкті, відчувши, що не зможе далі зніматися.
2004 року, після того, як Денев знялася у своєму п'ятому фільмі з Андре Тешіне «Повернути час назад», у якому режисер вчергове відтворив її «кінопару» з Жераром Депардьє, їй запропонували коротку роль у фільмі Арно Деплешена «Королі та королева». Спочатку акторка збиралася відмовитися від ролі, але після зустрічі з режисером змінила свою думку.
2005 року на екрани вийшов фільм «Королівський палац» режисерки Валері Лемерсьє, який був сатирою на монархізм. Стрічка, у якій Денев зіграла королеву, мала великий критичний та комерційний успіх. Того ж року Денев нагородили почесною «Золотою пальмовою гілкою» 58-го Каннського фестивалю за кар'єрні досягнення.

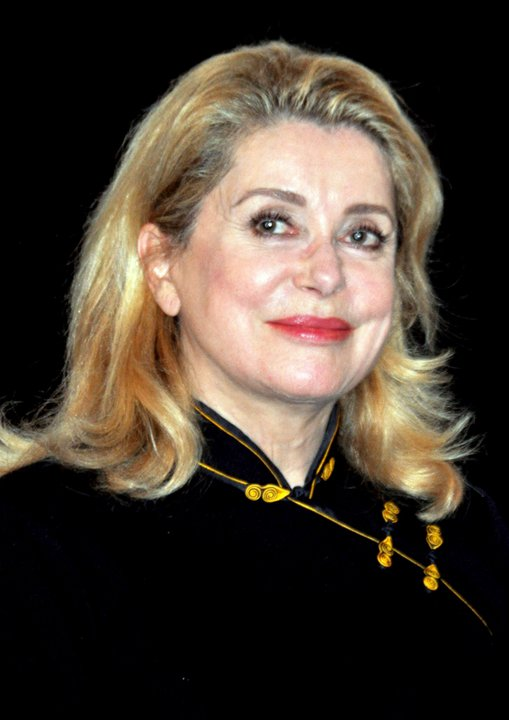
Денев на прем'єрі фільму «Відчайдушна домогосподарка» (2010)

2006 року Денев з'явилася в американському серіалі «Частини тіла». В одному з епізодів вона зіграла жінку, яка хотіла, щоб прах її чоловіка додали до її грудних імплантів. Потім вона виконала роль Аліси Мермон в комедійній драмі Тьєррі Кліфи «Герой родини». Того ж року вона очолила журі 63-го Венеційського кінофестивалю, яке присудило «Золотого лева» фільму «Натюрморт» режисера Цзя Чжанке.
У своєму наступному фільмі, «Життя після нього» Гаеля Мореля, випущеному на екрани 2007 року, Денев зіграла жінку, яка, оплакуючи сина, що загинув в автокатастрофі, зрештою зближується з його найкращим другом, який ненавмисно став винуватцем його загибелі. Спочатку акторка неохоче бралася за проєкт, у сценарії якого була надмірна присутність болю й насильства, оскільки це нагадувало їй про смерть її сестри Франсуази. Критика схвалила фільм, зокрема акторську роботу Денев. Того ж року Денев озвучила одного з персонажів чорно-білого анімаційного фільму «Персеполіс», знятого режисерами Венсаном Паронно і Марджан Сатрапі за мотивами автобіографічного коміксу останньої. Після виходу на екрани фільм викликав низку суперечок і заборон, особливо в мусульманських країнах, але з усім тим мав великий міжнародний успіх, отримавши два «Сезари» і номінацію на «Оскар».
2008 року Денев вчергове зіграла у режисера Арно Деплешена, у сімейній драмі «Різдвяна казка», знятій «у стилі Бергмана». Вона виконала роль жінки з рідкісною формою лейкемії, що потребує пересадки кісткового мозку. Єдиним сумісним донором у її родині є син, якого вигнали з сім'ї, і якому вона без вагань каже, що завжди не любила його. Представлений у конкурсній програмі 61-го Каннського кінофестивалю 2008 року, фільм не здобув жодної нагороди, тоді як сама Денев здобула Спеціальний приз журі за життєві досягнення (разом з Клінтом Іствудом); вона окремо подякувала Деплешену, підкресливши, що «завжди хотіла б продовжувати зніматися у фільмах, поки є такі рідкісні режисери, як він».
Того ж року Денев представляла в секції «Особливий погляд» Каннського кінофестивалю експериментально-документальний фільм «Я хочу подивитися» режисерів Джоани Хаджітомас і Халіла Жоріге про те, як французька акторка відкрила для себе Ліван. Знімання фільму, у якому значне місце відводилося імпровізації, відбувалися невдовзі після ізраїльсько-ліванського конфлікту 2006 року і були для Денев способом «засікти даний час». Вона казала: «Я вважала, що для кінематографістів важливо знімати країну після цих подій, до того, як все було відбудовано». Також цього часу вийшла комедія «Мої зірки та я», яка стала для Денев розчаруванням. Крім цього, 2008 року акторка знялася у відеокліпі до пісні «Figures imposées» співака Жульєна Доре.

### 2010-ті роки

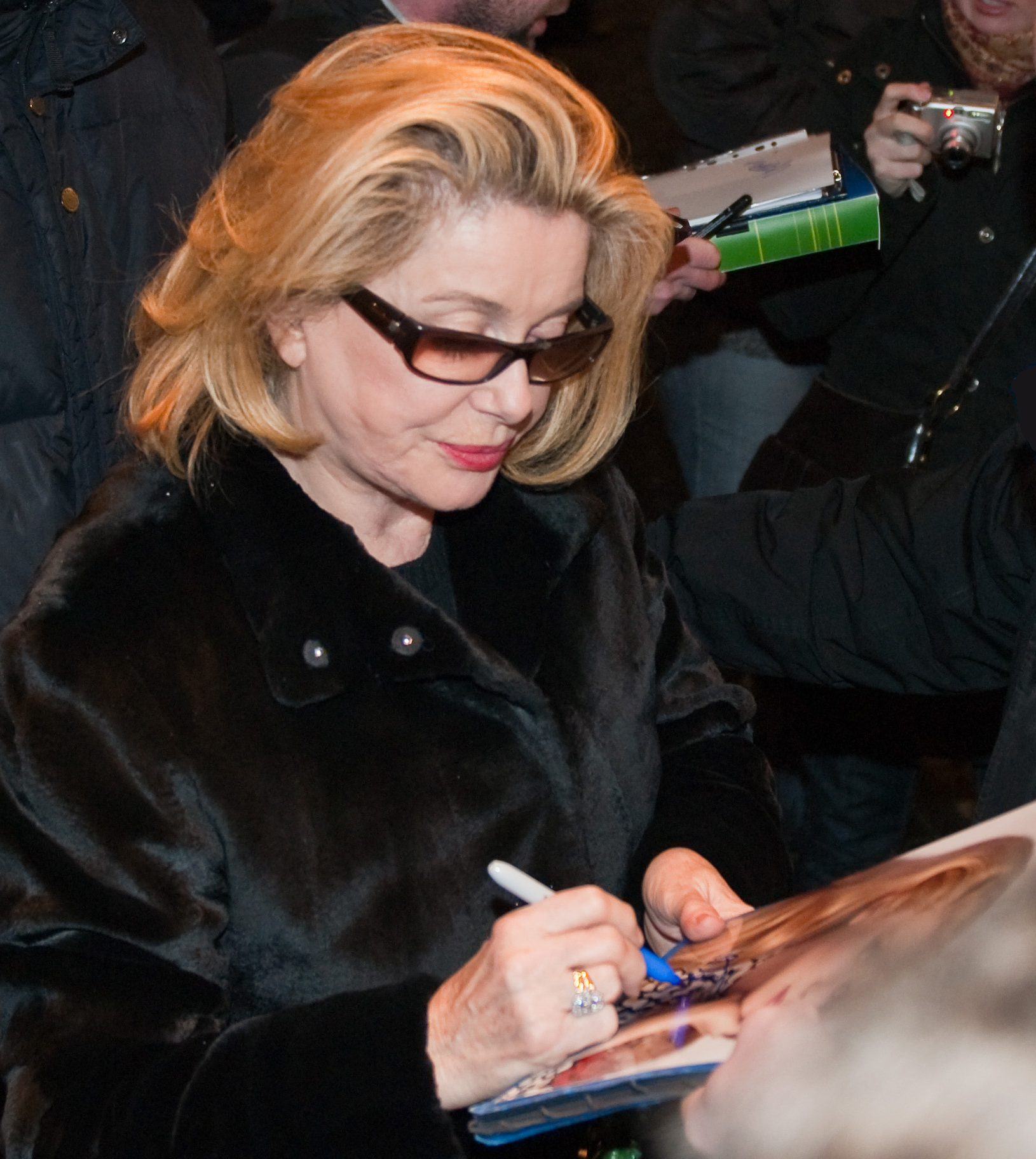
Катрін Денев на Берлінському кінофестивалі 2010 року

2010 року Денев знялася у комедії Франсуа Озона «Відчайдушна домогосподарка», яка стала однією з її найбільших кіноуспіхів. Фільм, який був адаптацією під бульварну п'єсу з елементами гумору та кітчу, близькою за духом до «8 жінок», розповідав про емансипацію буржуазної домогосподарки 1970-х. Представлений на 67-му Венеційському кінофестивалі, фільм не здобув жодної нагороди, проте його добре сприйняла критика та французька публіка: у кінотеатрах на нього було продано понад два мільйони квитків. Номінована на «Сезар» за найкращу жіночу роль, Денев з'явилася на церемонії, після чого назавжди оголосила бойкот цьому заходу, пояснивши, що не має «достатньої поваги» до цієї інституції, зазначивши: «Правила голосування недостатньо чіткі, вечір не святковий, і не представлена вся професія».
Того ж року акторка взяла участь у документальному фільмі «Катрін Денев, прекрасна та мила» режисерки Анн Андре, в якому вона озирається на основні етапи своєї кар'єри. Крім цього, 2010 року Денев з'явилася у ролі другого плану у психологічному трилері «Людина, яка хотіла лишатися собою».
Наступною роллю Денев стала драма Тьєррі Кліфи «Очі його матері», яка вийшла у березні 2011 року. У ній вона зіграла ведучу теленовин, чиї таємниці хоче вивідати письменник, щоб використати їх у своєму романі Того ж року акторка представила на 64-му Каннському кінофестивалі фільм Крістофа Оноре «Кохані», роль у якому знову повернула її до жанру мюзиклу. Денев зіграла продавчиню взуття в паризькому бутику, яка закохалася в молодого чеського лікаря й народила від нього дочку (яку зіграла її донька К'яра Мастроянні). Того ж року акторка взяла участь у програмі «Taratata», де виконала пісню Нета Кінга Коула «L-O-V-E» у дуеті із Жюльєном Доре.
2012 року вийшов епопейний кінороман «Лінії Веллінгтона», дія якого відбувається під час третього наполеонівського вторгнення до Португалії. Стрічка мала стати третьою спільною роботою Денев з режисером Раулем Руїзом, але він помер незадовго до початку її зйомок. Зрештою, фільм зняла Валерія Сармієнто, партнерка режисера. Надалі Денев зіграла Корделію, королеву Британії, у фільмі «Астерікс і Обелікс: На службі Її Величності», четвертій екранізації пригод Астерікса. Стрічка стала комерційно провальною, при бюджеті у 78 мільйонів долларів, вона зібрала лише 55 мільйонів. Потім Денев виконала роль Катерини II у грецько-російській стрічці «Пірати Егейського моря» режисера Янніса Смарагдіса. 2013 року стрічка стала найкасовішим фільмом у Греції. Того ж року мережа універмагів «Le Bon Marché» вшанувала акторку, розмістивши на своїх вітринах десять попарт-ілюстрацій (створених Марджан Сатрапі) із її зображенням. З цієї нагоди Денев взяла участь у короткометражному документальному фільмі Лоїка Пріжана «Катрін Денев: Лівий берег», у якому розповідала про свої улюблені місця на Лівому березі Парижу.
2013 року вийшов фільм «По сигарети», знятий режисеркою Еммануель Берко у стилі роуд-муві, сценарій якого писався спеціально під Денев. Вона зіграла жінку, яка вирішує залишити все позаду й перетинає дороги Франції, де на неї чекають відкриття та зустрічі, кожна з яких є незвичайнішою за попередню. Фільм був загалом добре сприйнятий критикою, зокрема Les Inrockuptibles, який розглядав його як своєрідне поєднання «барвистого французького роуд-муві та романтичної комедії, а також витонченою одою тій нескінченній палітрі відтінків, яку демонструє Катрін Денев». Того ж року акторка озвучила одного з персонажів анімаційного фільму «Університет монстрів».
2014 року вийшла драматична комедія «Жінка на подвір'ї», де Денев зіграла в дуеті з Гюставом Керверном. Фільм одностайно визнали як найуспішнішу стрічку П'єра Сальвадорі. Разом з тим, її сьома робота з Андре Тешіне, драма «Чоловік, якого надто сильно любили», стала касово провальною. Сюжет фільму, оснований на реальних фактах, що відбувалися у 1970-х, розповідав про протистояння з мафією власниці розкішного казино у Ніцці Рене Ле Ру, яку зіграла Денев. Наприкінці того року акторка взяла участь у драмі Бенуа Жако «Три серця», з К'ярою Мастроянні, Бенуа Пульвордом та Шарлоттою Генсбур у головних ролях, яка теж виявилася комерційно провальною. Також Денев головувала на 25-му британському кінофестивалі у Дінарді, журі якого присудило «Золотого Гічкока» стрічці Гая Майгілла «Губ».
2015 року вийшли два фільми із Денев, які були представлені на 68-му Каннському кінофестивалі: драма «Молода кров» та чорна комедія «Надновий заповіт». Перша стрічка, що стала її другою співпрацею з режисеркою Еммануель Берко, — відкривала фестиваль; у ній Денев зіграла суддю у справах неповнолітніх, яка невтомно намагається врятувати молодого злочинця у виконанні Рода Парадо. У другій стрічці вона зіграла дивакувату жінку, що вступає в інтимні стосунки з горилою.
2016 року Денев викликала фурор, з'явившись на сцені церемонії відкриття 69-го Каннського кінофестивалю: зустрінута бурхливими оплесками, акторка обмінялася міцним поцілунком з церемоніймейстером Лораном Лафіттом, після чого зникла, не сказавши ні слова. Того ж року вона стала першою жінкою, яка отримала Премію братів Люм'єр, що присуджується кінематографістам за кар'єрні досягнення. Користуючись нагодою, вона віддала данину поваги сільськогосподарській галузі, присвятивши свій приз «усім фермерам Франції». Також 2016 року акторка взяла участь у короткій програмі каналу ARTE «Катрін Денев читає про моду», де виконала на камеру кілька серій «винахідливих, скандальних, абсурдних і смішних твітів», зібраних журналістом та фахівцем з документалістики Лоїком Пріжаном за лаштунками або на подіумі.
2017 року Денев знялася у трьох фільмах. Разом із Катрін Фро вона виконала головну роль у комедійній драмі «Поцілунок Беатріс» режисера Мартіна Провоста. Фільм, відібраний до позаконкурсної програми 67-го Берлінського міжнародного кінофестивалю, розповідав історію неймовірного зближення двох жінок, які не мають нічого спільного. Потім акторка вдесяте за свою кар'єру зіграла з Жераром Депардьє у комедії «Добре яблуко», який став касово провальним; при бюджеті 6,6 мільйона доларів він зібрав лише 1,7 мільйона. Депардьє зіграв простодушного механіка, який вирішив порвати зі своїм одноманітним життям і дружиною, переїхавши в глуху місцевість, де зближується з господинею місцевого готелю у виконанні Денев. Восени того ж року вийшов трилер «Все розділяє нас», який став третьою співпрацею акторки з режисером Тьєррі Кліфою, де опонентом її героїні виступив персонаж у виконанні репера Некфо. Хоча критика іноді схвально відгукувалася щодо гри обох акторів, нарікали на недостатню переконливість фільму, за сюжетом якого їхні персонажі надалі зближуються.

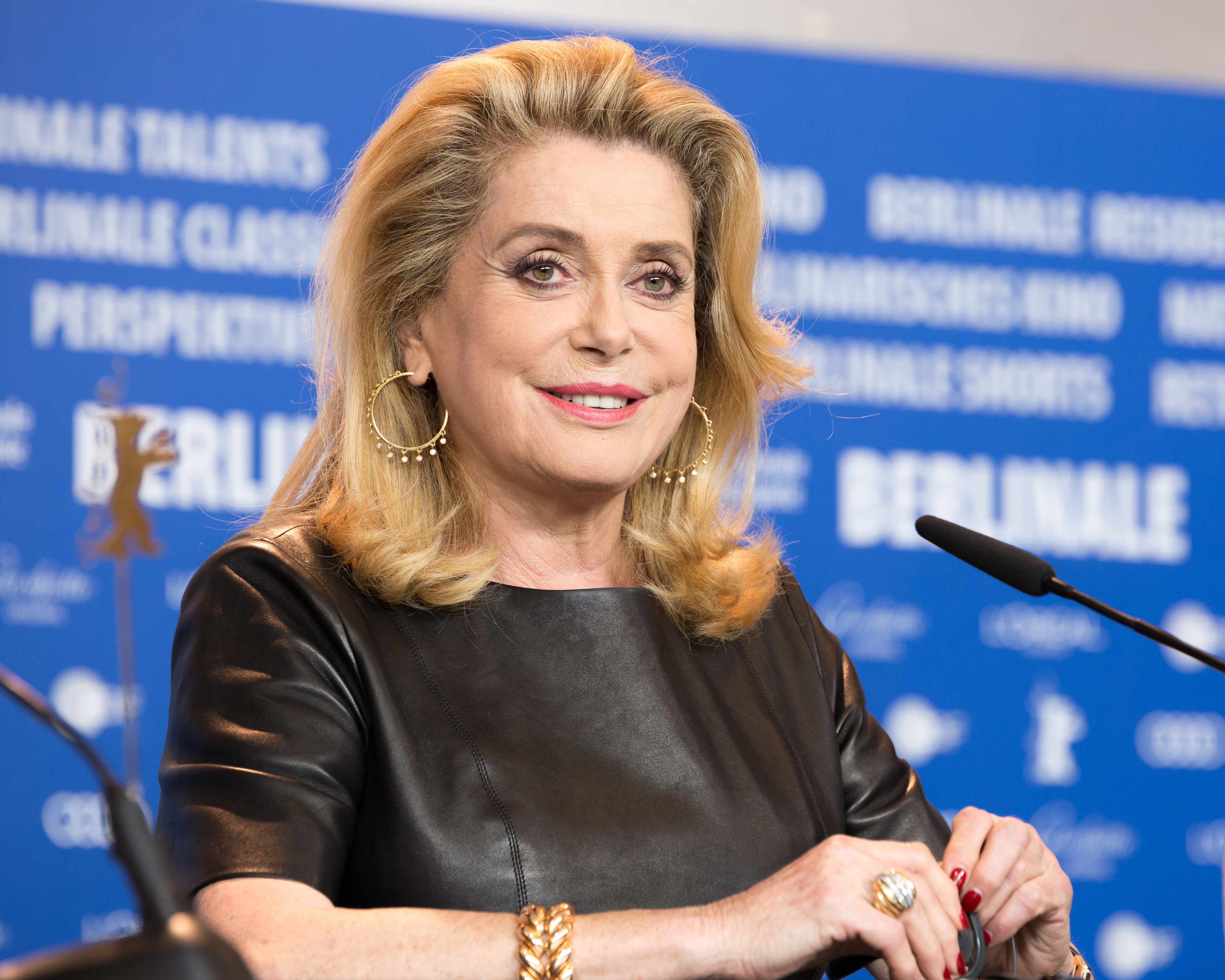
Катрін Денев на Берлінському кінофестивалі 2017 року

2018 року Денев виконала роль другого плану у комедійній драмі «Бур'ян» режисера-коміка Хейрона. Потім зіграла головну роль у «Останньому безумстві Клер Дарлінг». Цей третій ігровий фільм документалістки Жюлі Бертучеллі розповідав про жінку, яка прокидається вранці з упевненістю, що доживає свій останній день, і вирішує перед смертю влаштувати гаражний розпродаж всіх своїх меблів та цінностей. Того ж року акторка очолила журі 30-го фестивалю «Premiers Plans» в Анже.
Випущений у лютому 2019 року, її восьмий фільм з Андре Тешіне «Прощання з ніччю» розповідав історію бабусі, яка чинить опір наміру онука поїхати до Сирії задля приєднання до джихаду. Того ж року вона знялася у сімейному фільмі Седріка Кана «З днем народження» про родину, яка зібралася на день народження своєї очільниці, жінки на ім'я Андреа (у виконанні Денев), що завершилося чварами між її членами. Того ж року Денев знялася у японського режисера Хірокадзу Корееди, у його першому повнометражному французькому фільмі «Правда». У ньому вона грає Фаб'єн, велику кінозірку, до якої, якраз коли вона збирається опублікувати свої мемуари, приїжджає її донька, у виконанні Жульєт Бінош. Представлений на 76-му Венеційському міжнародному кінофестивалі фільм був схвально сприйнятий, особливо за гру акторів. Крім цього, 2019 року Денев очолила журі 45-го фестивалю американського кіно в Довілі.

### 2020-ті роки
2020 року Денев разом із Джонатаном Коеном та Венсаном Дедьєном знялася у «дивакувато-божевільній» пригодницькій комедії «Жахливі джунглі», де зіграла антропологиню, яка прагне знайти зниклого сина. Фільм знімали на острові Реюньйон, через понад 50 років після знімання «Сирени з „Міссісіпі“».
Наступною її стрічкою стала драма «Після мене», де вона втретє знялася у режисера Еммануель Берко. Вона втілила матір, приголомшену захворюванням її сина на рак, якого зіграв Бенуа Мажимель. 5 листопада 2019 року під час знімання Денев перенесла ішемічний інсульт. Її одразу госпіталізували до Лікарні Фонду Адольфа де Ротшильда міста Гонесс, у якому проходили зйомки, а потім вона одужувала в центрі посттравматичної реабілітації при Національному інституті людей з інвалідністю. Після цього нещасного випадку, який вона описувала «досить незначним», хоча він і мав «болючі наслідки», Денев відчувала, що стала «іншою жінкою, з іншою можливістю бачити, думати й рухатися», і вважала, що їй «дуже пощастило, тому що це було жорстоко, швидко та коротко». Надалі зйомки, відкладені через пандемію COVID-19, нарешті відновилися у липні 2020 року. Фільм представили поза конкурсом на 74-му Каннському кінофестивалі, під час якого Денев отримала тривалі овації, вперше за майже два роки з'явившись на публіці.
У березні 2022 року Денев вперше вийшла на сцену задля живого виступу в дуеті з Руфусом Вейнрайтом на його концерті у «Ґран-Рекс». Вони виконали пісню «Dieu fumeur de havanes». Важливою віхою у її кар'єрі став біографічний фільм «Бернадетт» про колишню першу леді Франції Бернадетт Шірак. Це була вже третя робота Денев у цьому жанрі, після «Маєрлінга» (1968) та «Піратів Егейського моря» (2012). Фільм очолив список найкасовіших фільмів Франції, зібравши понад 267 000 глядачів за перший тиждень. У головних ролях знялися Дені Подалідес, Мішель Вільєрмос і Сара Жиродо. Стрічка отримала схвальну критику. У листопаді 2023 року акторка озвучила Чорну вдову для французької версії американського аудіосеріалу «Марвел: Пустельники».
2024 року Катрін Денев знову повернулася в голлівудські студії для знімання у драмі «Кумедні пташки». Акторка вчергове має зіграти примхливу бабусю, мати персонажа у виконанні Андреа Райзборо. Також акторка знімається у японському фентезі «Світ духів» режисера Еріка Ху.

## Особисте життя

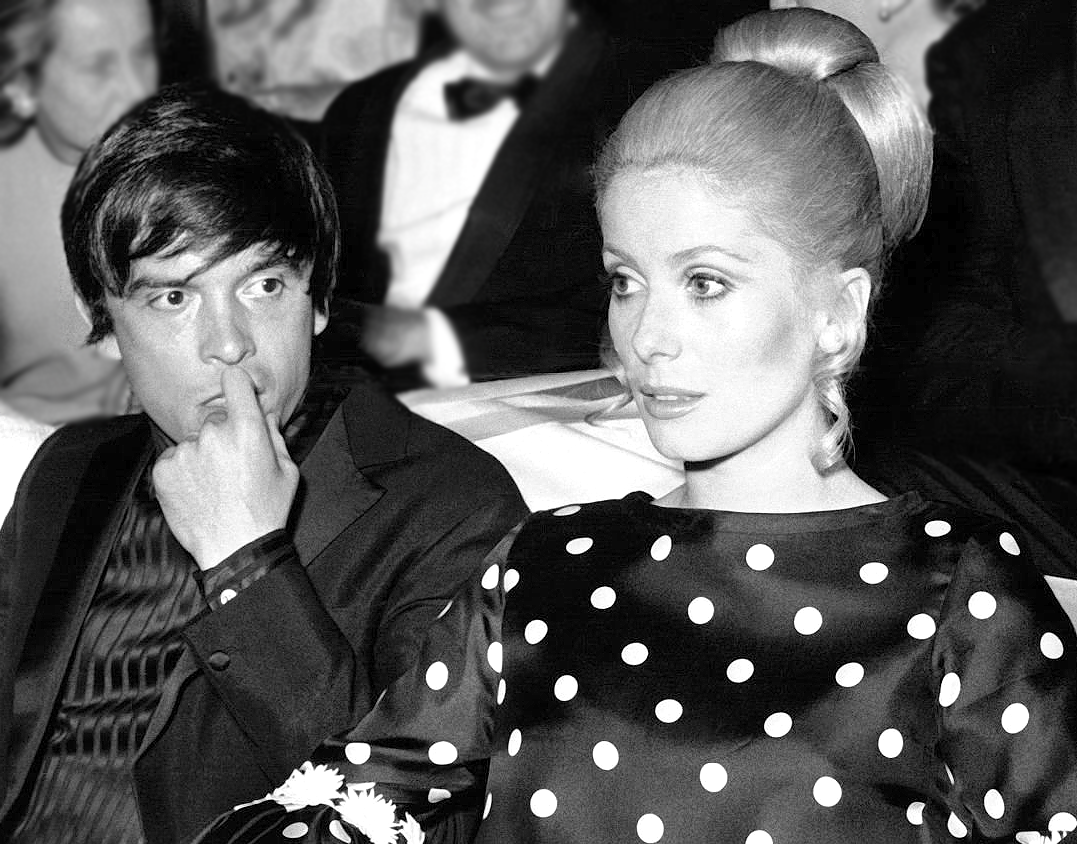
Катрін Денев у Венеції, разом зі своїм чоловіком, фотографом Девідом Бейлі (1967)

Катрін Денев жила з кінорежисером Роже Вадимом, від якого 18 червня 1963 року народила сина Крістіана (теж став актором). Спочатку вони жили у Парижі, на вулиці Вінеус, неподалік від Трокадеро, а потім переїхали до Латинського кварталу.
18 жовтня 1965 року у Лондоні Денев одружилася з фотографом Девідом Бейлі, від якого пішла 1967 року, проте розлучення було оформлене лише 1972 року. Свідками на весіллі були Мік Джаггер і Франсуаза Дорлеак.
На початку 1970-х вона познайомилася з Марчелло Мастроянні, з яким прожила кілька років, від нього 28 травня 1972 року народила дочку К'яру (стала акторкою). Після розлучення з Мастроянні мала стосунки зі своїм агентом бізнесменом Бертраном де Лаббі; а між 1983—1991 роками — з медійником П'єром Лескюром. Денев не мала публічних стосунків після розриву з Лескюром, з яким вона, як і раніше, дружить; двоє її дітей вважають його своїм вітчимом.
Також повідомляється, що Денев зустрічалася з акторами Самі Фреєм, Клінтом Іствудом, Франко Неро, Бертом Рейнольдсом і Джоном Траволтою, а також із режисерами Романом Поланскі, Джеррі Шацбергом, Франсуа Трюффо та Мілошем Форманом, агентом з пошуку талантів Бертраном де Лаббі, співаком Сержем Генсбуром (хоча сама вона заперечує інтимні стосунки з Генсбуром). Також, за чутками, вона мала короткі стосунки з телеведучим Карлосом Лозано. Крім цього, у біографії французького співака Джонні Голлідея, написаній 2020 року Жилем Лхоте, стверджується, що у нього був 56-річний роман з Денев, який ретельно приховувався і почався, коли вони були підлітками 1961 року, а тривав до смерті Голлідея 2017-го. Також існують припущення, що саме Денев співак міг присвятити свою пісню «Lady Lucille» 1995 року.
В останні десятиліття особисте життя Денев ставало предметом для спекуляцій щодо її сексуальної орієнтації, про що вона розповіла 2002 року в інтерв'ю журналу Knack: «Тепер, коли люди нічого не знають про моє особисте життя, вони починають ворожити: чи є ще чоловік у її житті й хто він тоді? Коли вони бачать мене двічі чи тричі з подругою, вони кажуть: ми завжди знали про це». У повідомленнях 2000 року стверджувалося, що її кавалером був 25-річний технік, з яким вона познайомилася на одному з останніх фільмів, але ніхто з авторів цих заяв так і не зміг назвати його ім'я. 2006 року Денев розповіла The Daily Telegraph, що має стосунки, але не розкрила імені свого партнера.
Від сина Крістіана у Денев один онук та дві онуки, а від дочки К'яри — онук та онука.

## Особистість, вподобання та майно

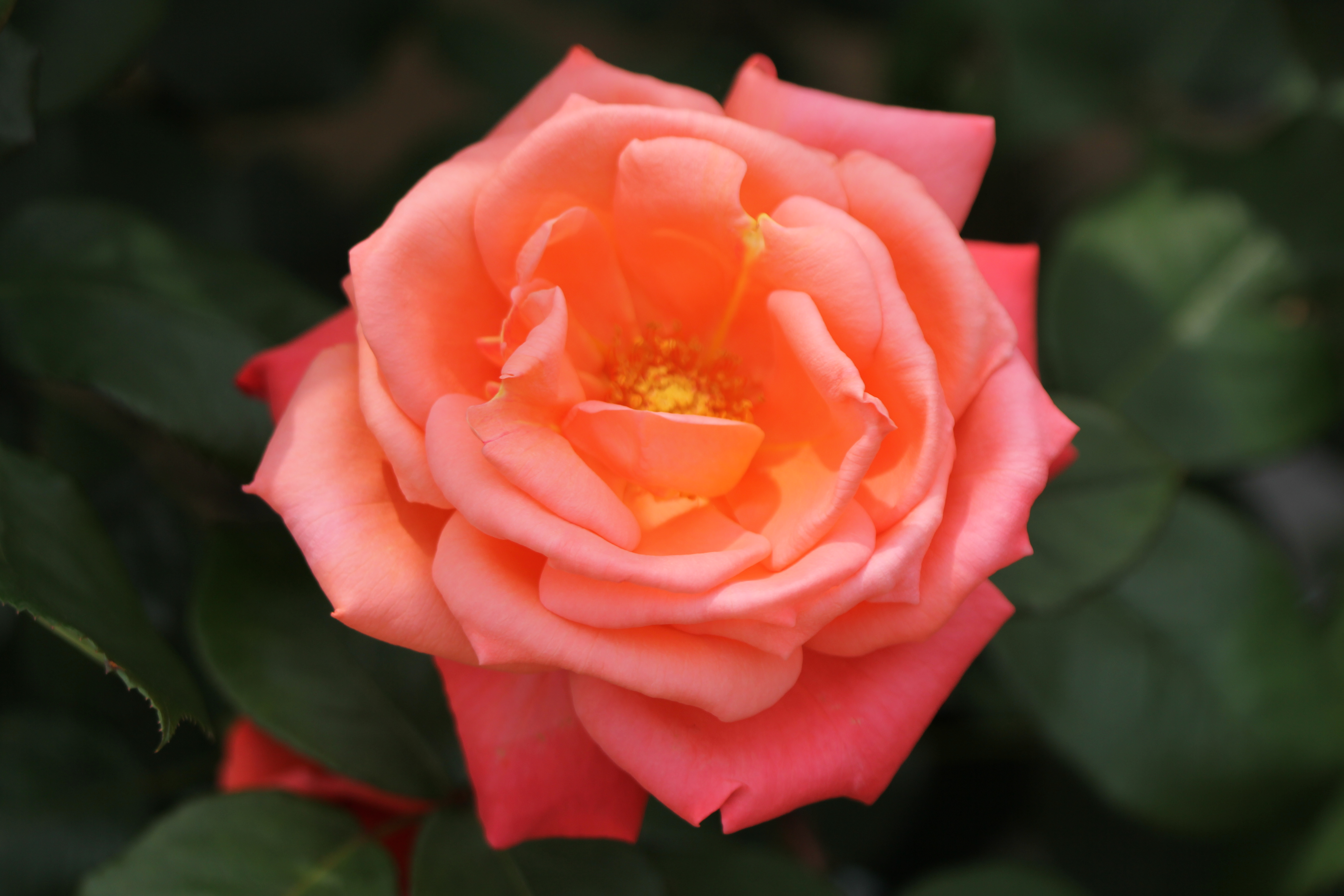
Троянда «Катрін Денев»

В молодості Катрін Денев вважалася фатальною красунею та секс-символом не лише у Франції, але і у всьому світі. Також акторка вважається уособленням французької витонченості та шарму. Пілінги, уколи ботоксу Денев вважає необхідними для збереження зовнішності, серйозніших втручань вона не визнає. Акторка ніколи не засмагає, цього навчила її мати.
Денев почала палити ще 1960 року, у 16 років, і споживала до трьох пачок на день. Вона кинула 1985 року за допомогою гіпнотерапії, але 1996-го знову почала палити. 2020 року Жульєт Бінош, її компаньйонка по знімальному майданчику, розповіла Vanity Fair, що Денев кинула палити після інсульту.
Денев є римо-католичкою. Окрім рідної французької, вона вільно розмовляє італійською та англійською мовами, а також має певні знання іспанської (не володіє нею вільно).
Серед її захоплень — малювання, фотографія, читання, музика, кіно, мода, антикваріат і декор. Однак особливе місце серед захоплень Денев займає садівництво. Біля свого паризького будинку має великий сад, за яким особисто доглядає. У її саду ростуть троянди «Катрін Денев», виведені на її честь 1981 року (рожево-жовтогарячі троянди з великими квітами та пряним запахом). На міжнародній квітковій виставці в Римі 1982 року «Катрін Денев» визнали «найкрасивішою квіткою року».
1986 року Денев створила парфумерний бренд з логотипом, розробленим П'єром Кацем, і випустила парфуми «Deneuve», які здобули премію FiFi. 2005 року вона випустила лімітовану колекцію макіяжу для MAC Cosmetics. Денев також є дизайнеркою окулярів, взуття, ювелірних виробів та вітальних листівок. Вона уклала ліцензійні угоди з компаніями Viva International (з 1989 року) та Marcolin (2014—2019) щодо виробництва та розповсюдження сонцезахисних окулярів й оптичних оправ.
Акторка підтримувала міцну дружбу з модельєром Івом Сен-Лораном, тривалий час одягалася у нього і вважається його музою. Модельєр називав Денев своїм «щасливим талісманом», він також одягав її у фільмах «Денна красуня», «Капітуляція», «Сирена з „Міссісіпі“», «Поліцейський», «Сука» та «Голод». У січні 2019 року вона продала частину свого гардеробу з автографом Сен-Лорана на аукціоні у Парижі та онлайн. Загалом виставила 275 речей, серед яких костюми, вечірні та коктейльні сукні, пальта, шуби, сумочки, туфлі та прикраси. Найдорожчим вбранням став вечірній комплект з індійської шифонової блузки, спідниці з тафти та шалі, який акторка одягла 1978 року на вручення премії «Сезар». На аукціоні Денев вторгувала 900 625 євро, на онлайнових торгах — 261 750 фунтів.
Денев живе у Парижі, де вона, за її словами, має досить скромну квартиру у житловому комплексі Вальтер. В інтерв'ю журналу Elle вона повідомляла: «Я живу досить просто… у кварталі Сен-Сюльпіс вже давно. Люди мене знають, тут я гуляю з моїм собакою… ховаюся в машині, в чорних окулярах. Я кермую сама. У мене вкрай привілейоване життя, але досить природне…». Акторка полюбляє речі, пов'язані з японською культурою та мистецькою течією «ар-деко». У її помешканні багато годинників, особливо з маятником. Журналу Oh La вона казала: «…я люблю різноманітність. Стиль 30-х, японський стиль…. всього потроху і все перемішано… Що цікаво, я люблю завжди одне й те саме. І ходжу приблизно в одні й ті самі місця. Наприклад, у мене є китайська шафка від великого антиквара. Дуже красива, XVII століття. Коли я це купила, це було справжнє божевілля. Здається, мені було тоді 21. І, крім того, було зовсім не до меблів, я жила тоді в сучасній квартирі. Але це було як удар блискавки. І він зі мною всюди відтоді…».
1988 року вона придбала будинок для відпочинку «Шато де Прімар» («Château de Primard»). Розкішний маєток XVIII століття, розташований у сільській місцевості, у містечку Гюенвілі (департамент Евр-і-Луар), за 75 км на захід від Парижа, що має загальну площу 1200 кв м. Головна будівля маєтку містить вісім спалень, кухню площею 50 кв м і сауну площею 70 кв м. Навколо маєтку розташовані сади, спроєктовані відомим ландшафтним дизайнером Жаком Віртцем. Вона казала: «….я часто потребую самотності й тиші, і мене рятує село….». 2018 року Денев продала свій маєток за 3,9 мільйона євро.
Катрін Денев входить до числа найбагатших акторок французького кіно. Станом на 2024 рік її статки становили близько 75 мільйонів доларів.

## Акторські особливості

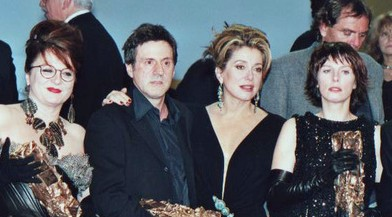
Жозіан Баласко, Данієль Отей і Карін Віар на церемонії нагородження «Сезар» 2000 року

Денев вважається головною фігурою французької Нової хвилі. Вона здобула визнання на початку кар'єри завдяки образам відсторонених і загадкових красунь, працюючи з такими режисерами, як Луїс Бунюель, Франсуа Трюффо, Жак Демі, Роман Поланскі та Аньєс Варда. Також Денев визнана у Франції та світі як одна з ключових осіб жанру музичного кіно, зігравши у фільмах «Шербурзькі парасольки», «Дівчата з Рошфора», «Віслюча шкіра», «8 жінок» і «Кохані». Вона вважається музою Франсуа Трюффо, Жака Демі та Андре Тешіне.
Денев постійно чергує знімання у французьких та іноземних режисерів. Після співпраці з такими французькими режисерами, як Мішель Девіль, Клод Лелуш, Елі Шуракі, Жан-П'єр Мокі та Філіпп Лабро, вона вирішила знову вивести свою кар'єру на міжнародний рівень. Перед цим вона працювала у США із Стюартом Розенбергом та Робертом Олдрічем, а також з Марко Феррері, Серджо Чітті, Мауро Болоньїні та Діно Різі в Італії. Пізніше вона двічі знімалася у португальського режисера Мануеля де Олівейри і один раз у данського режисера Ларса фон Трієра, який дав їй примітну роль другого плану у «Танцюристці у темряві».
Після фільму «Готель „Америка“» Денев продовжила співпрацю з Андре Тешіне, який показав її у новому амплуа у таких стрічках, як «Місце злочину», «Улюблена пора року», «Злодії» та «Повернути час назад». У фільмах Тешіне вона відійшла від свого зіркового статусу задля виконання ролей жінок, надламаних життям та втомлених плином часу, які так і не змогли знайти своє щастя.
Також Денев шанується як зірка, що чергує участь у таких мейнстримових фільмах, як «Форт Саган» Алена Корно, «Така моя воля» Франсіса Жиро, «Індокитай» та «Схід — Захід» Режиса Варньє, «Кохана теща» Ґабріеля Аґіона та «8 жінок» Франсуа Озона — з такими амбітними за творчим задумом авторськими роботами, як «Дивне місце для зустрічі» Франсуа Дюпейрона, «Генеалогія злочину» та «Віднайдений час» Рауля Руїза, «Вітер вночі» Філіппа Гарреля, «Пола Ікс» Леоса Каракса, «Різдвяна казка» Арно Деплешена та «По сигарети» Еммануель Берко.
Проводячи різницю між «бажанням бути поміченою» і «перебуванням під поглядом інших», Денев завжди відмовлялася грати в театрі, посилаючись на страх перед публікою та безпосереднім контактом з глядачами: «Я знаю про таку суперечність в моїй професії, але коли на мене дивляться, це змушує мене ніяковіти. Напевно, тому я не бажаю займатися театром. […] Усі мої знайомі актори, які займаються театром, кажуть мені, що, попри страх перед сценою, вихід на неї — це незвичайна та чудова мить. Для мене то здається неможливим надлюдським вчинком». Хоча Денев ніколи не виступала на театральній сцені, вона іноді цитує вірші на публіці. У квітні 2019 року вона прочитала поезію «Враження» Артюра Рембо на церемонії вшанування Аньєс Варда у Французькій сінематеці, а 14 березня 2023 року на знак підтримки України у боротьбі з російською агресією, в ефірі каналу TV5 Monde — зачитала вірш «Надія» Лесі Українки у французькому перекладі. Пізніше, 16 травня, вона знову виступила з цим віршем на офіційній церемонії відкриття Каннського кінофестивалю 2023 року. Того ж року Денев озвучила французькою аудіокнигу «Абрикоси Донбасу» української письменниці Любові Якимчук про війну в Україні.

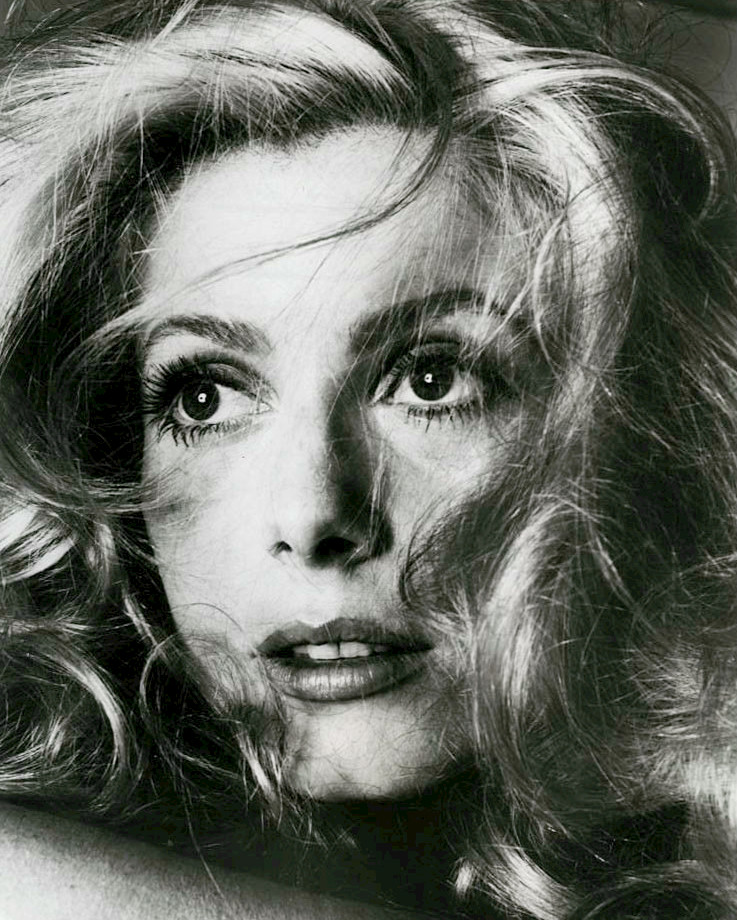
Катрін Денев, 1969 рік

Коли 2009 року акторка нарешті зважилася вийти на сцену, щоб прочитати твір Жоржа Перека «Я пам'ятаю» на Фестивалі культури в Тоскані, глядачі її освистали. Причиною демонстрації невдоволення, аж до втручання поліції, став не рівень акторської майстерності, а той факт, що вистава йшла французькою мовою без субтитрів, чого глядачі не очікували.
Природна недовіра Денев до театру має не лише анекдотичний характер. Її можна розглядати як втілення архетипної кіноакторки (на противагу акторці театру), а ще більше як кінозірку — одну з небагатьох французьких акторок, яка може претендувати на такий статус. Режисер Бенуа Жако казав про неї, що вона «володіє кінематографічною силою, якій майже не має рівних». Стиль її акторської гри досить мінімалістичний: вона воліє робити менше, ніж занадто багато. За словами Арно Деплешена, гру Денев можна було порівняти з тим, як: «У своїх рукописах Стендаль викреслював кожне речення, написане у дванадцятискладовому розмірі; він надавав перевагу незначному скороченню або доданню якого-небудь блідого сполучника задля отримання дев'яти- або тринадцятистопного розміру, а не чергового помпезного александрійського рядка. Саме так грала й Денев».
Хоча Денев не має академічної підготовки, як в інших акторок (вона ніколи не вчилася в Консерваторії, на відміну від багатьох своїх колег, включно з рідною сестрою), її акторська гра залишається технічною. Вона любить обмеження і каже, що почувається вільніше, коли сцена, в якій вона грає, вимагає послідовних зйомок, довгих кадрів з відстеженням або складних рухів камери. За словами Філіппа Гарреля Денев «має здатність грати з першого дубля, кілька днів поспіль» і таких акторів, які це можуть, досить небагато.
Голос Денев (за словами письменника Еріка Орсенна, «найкрасивіший у французькому кіно, поряд із голосом Жанни Моро, точний і глибокий, такий, який він і має бути») також є одним з улюблених її акторських інструментів. Акторка відома своїми швидкими фразами та раптовими змінами темпу. Режисер Жан-Поль Раппно назвав Денев «людиною, здатною вимовити за кілька секунд стільки слів, наскільки це можливо, при цьому без втрати жодного складу», а Андре Тешіне додав, що «у деяких фільмах її партнерам, а іноді й режисерам — важко встигати за нею».

## Громадська позиція

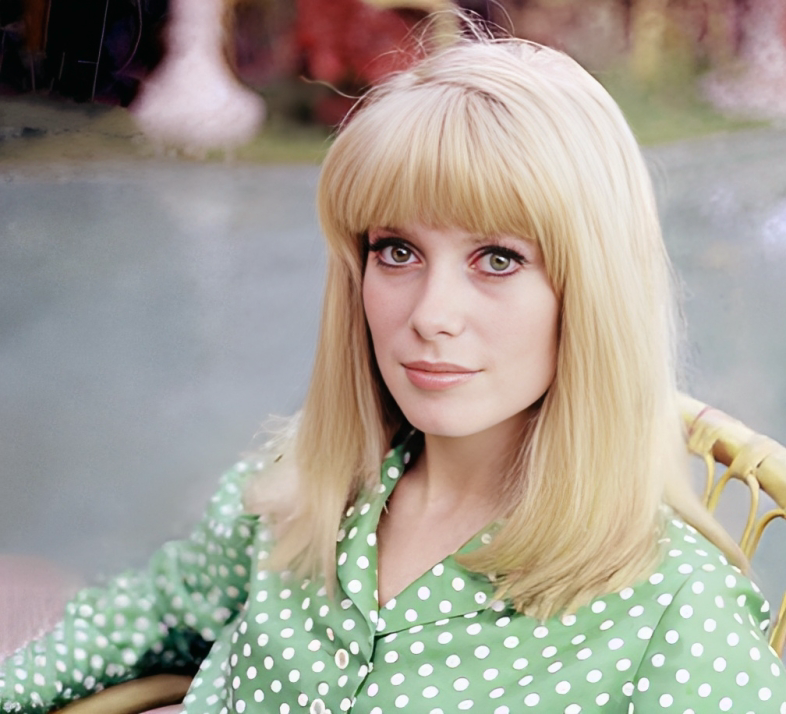
Катрін Денев, 1966 рік

Денев завжди відмовлялася публічно висловлювати свої політичні погляди. З усім тим, вона не соромиться використовувати свою популярність у різних цілях: «Моя участь часто є відповіддю на те, про що мені кажуть люди. У мене не так багато ініціатив у цій сфері».
1971 року Денев підписала Маніфест трьохсот сорока трьох — укладений Симоною де Бовуар відкритий лист з вимогою декриміналізації абортів. Через роки вона розповіла журналу Psychologies: «Це досвід, який є частиною життя жінок мого покоління. Сьогодні ми цього не усвідомлюємо, ми це баналізуємо, але тоді… Це жахливий акт сам по собі, але коли він заборонений, і вам доводиться проходити його в складних умовах, це викликає почуття провини. А почуття провини — це жахливо! Ти вчишся жити з ним, але ніколи не долаєш його».
У 1980-х роках Денев приєдналася до руху за скасування смертної кари у Франції. Вона озвучила французьку версію фільму організації Amnesty International, що виступав проти страти та тортур. Крім того, після створення бюста Маріанни Денев пожертвувала цій організації всі доходи, які належали акторці за втілення цього образу. 2001 року акторка передала до американського посольства в Парижі 500 000 підписів від французьких громадян, які закликали до скасування страти у США. 2004 року вона взяла участь у другому Всесвітньому конгресі проти смертної кари, що проходив у Монреалі.
1997 року Денев підписала звернення проти Закону Дебре, ініційоване французькими кінематографістами, на підставі того, що закон скасовує «традицію гостинності та заохочує доноси», а також «лестить тому, що є найменш гарним у чоловіках».
2003 року Денев взяла участь у вечорі солідарності з кубинським народом «Куба — так, Кастро — ні», організованому організацією «Репортери без кордонів» та асоціацією «Sin Visa» у театрі Ронд-Пойнт. Вона заявила про свою ворожість до режиму Фіделя Кастро і зачитала уривок з його промови, сказаної у січні 1959 року, нагадавши про його протиріччя та диктаторські замашки. Також наприкінці 2003 року Денев записала радіорекламу «Біль без кордонів» («Douleur sans frontiers»), щоб заохотити пожертви на боротьбу з болем у світі, зокрема для жертв протипіхотних мін.
Акторка також викликала бурхливу реакцію своїм захистом Романа Поланскі, засудженого 1977 року американським судом у справі про сексуальне насильство над неповнолітньою, неодноразово засуджуючи критику режисера з боку феміністок: «Те, що люди зляться на мене чи розчаровуються, не є моєю проблемою. Що стосується справи Романа Поланскі, то це хрестоматійний випадок. Те, як з ним поводилися, неприпустимо. Він з лишком за це поплатився. Я вважаю, що багато жінок у цій історії засліплені своїм фемінізмом і навіть не знають юридичних фактів у деталях».
Від імені Денев бренд Louis Vuitton зробив пожертву на Кліматичний проєкт, очолюваний Альбертом Гором. Акторка співпрацює з такими організаціями як Children Action, Children of Africa, Orphelins Roumains, «Репортери без кордонів», та брала участь у різних ініціативах, що займаються боротьбою зі СНІДом та раком. Також Денев прочитала текст «Le petit garçon» Жана-Лу Дабаді на компакт-диску під назвою «Голос жінок за демократію» («Voix de femmes pour la démocratie»), що був проданий на користь жінок-жертв війни та фундаменталістів, які борються за демократію. В середині липня 2005 року, в рамках ініціативи Handicap International, Денев озвучила рекламні ролики на радіо, телебаченні та в кіно, які засуджували використання касетних бомб.
Під час президентських виборів у Франції 2007 року вона підтримала Сеголен Руаяль, підписавши петицію «Мільйона занепокоєних жінок», що засуджувала сексизм, жертвою якого, на думку підписантів, стала ця кандидатка від соціалістів.
2011 року Денев разом з іншими французькими знаменитостями підписала петицію з проханням до майбутнього президента Франції запропонувати проголосувати на Генеральній Асамблеї ООН за декриміналізацію гомосексуальності в усьому світі.
2016 року Денев підписала публіцистичну статтю з осудом «цькування Олланда»; намагаючись підтримати досягнення президента, вона взяла участь в його в дипломатичному турі до Малайзії та Сінгапуру в березні 2017 року з метою «просування французького кіно». Того ж року вона пояснила, що прагнула «заявити про свою підтримку та наголосити на тому, що в ставленні до президента існують певні рамки. Така неповага до самої посади, навіть якщо не торкатися самого Франсуа Олланда, мене надзвичайно шокує».
Також 2017 року президент США Дональд Трамп розсекретив 2891 документ, пов'язаний із вбивством президента Джона Кеннеді. У них ЦРУ стверджувало, що у 1960-х роках Денев, Жан-Поль Сартр і Симона де Бовуар сприяли фінансуванню «мережі активістів», які «допомагали дезертирам», що уникали Війни у В'єтнамі, у тому числі Ларрі Коксу, який пізніше став директором представництва Amnesty International у Лондоні, активісту, який тричі відмовлявся вступати в американську армію і вирушати до В'єтнаму.

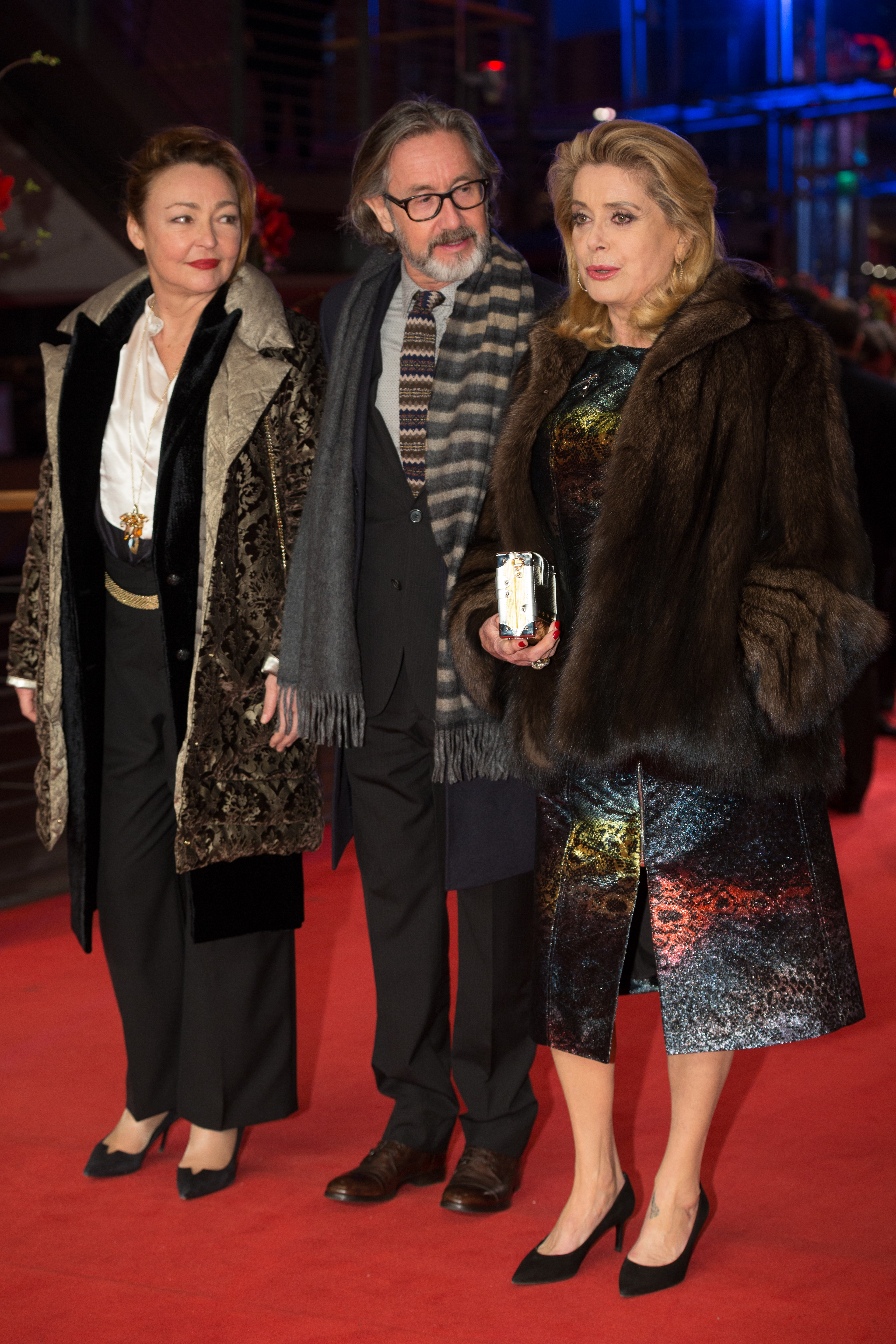
Катрін Фро, Мартін Провос і Катрін Денев під час презентації фільму «Поцілунок Беатріс» на Берлінському кінофестивалі 2017 року

2018 року, після відставки Ніколя Юло з посади міністра екології Франції, Денев підписала статтю проти глобального потепління, ініційовану Жульєт Бінош та Орельєном Барро під назвою «Найбільший виклик в історії людства», яка з'явилася на першій шпальті газети Le Monde під заголовком «Заклик 200 знаменитостей до порятунку планети».
Іноді її позиція викликала суперечки, особливо 2013 року, коли в розпал дебатів про одностатеві шлюби вона заявила, що «спантеличена» рішенням про укладання шлюбів для гомосексуальних пар, і уточнила, що віддала б перевагу розширенню прав партнерства PACS: «Я висловила свої сумніви щодо шлюбу загалом, інституту, від якого гетеросексуали радше прагнуть звільнитися, враховуючи кількість розлучень. Шлюб придумали для захисту жінок, які не працювали. Це стара модель. Мені неприємно бачити, що традиційна сім'я виступає проти еволюції суспільства. Ми маємо навчитися жити із сучасними реаліями». У січні 2018 року Денев викликала бурхливу реакцію, заявивши, що жертва зґвалтування може отримати від цього задоволення.
Починаючи з 2017 року, позиція Денев та застереження щодо руху #MeToo викликали критику з боку багатьох феміністок. Вона казала, що насправді ніколи не вважала себе феміністкою, і пояснювала свою неучасть у цьому русі браком часу та відсутністю бажання.
2018 року вона стала співавторкою «звернення ста жінок», опублікованого в Le Monde, що виступало «проти пуританства» у відповідь на рух #MeToo, яке захищало «свободу» чоловіків «чіплятися» до жінок і засуджувало «фемінізм, який набуває форми ненависті до чоловіків та сексуальності». Стаття викликала неабиякий резонанс, у тому числі на міжнародному рівні, оскільки багато жінок бачили в ній «баналізацію сексуального насильства» і «демонстрацію презирства до жінок». Кількома днями пізніше Денев розтлумачила свою позицію у статті, опублікованій у Libération, де пояснила, що ніщо в тексті «не стверджує, що домагання — це добре, інакше я б не підписала його», перш ніж просити вибачення перед усіма жертвами сексуального насильства, яких це могло шокувати.
У вересні 2019 року Денев виступила на захист американського режисера Вуді Аллена, коли спливли старі звинувачення його в сексуальному насильстві, і оголосила, що погодиться зніматися під його керівництвом, якщо сюжет буде її влаштовувати. У вересні 2021 року акторка виставила на аукціон 125 пар свого взуття, від провідних світових будинків моди, на підтримку благодійних заходів Ресторанів дю Кур.
2022 року, після початку повномасштабного вторгнення Росії до України, Денев з'явилася на червоній доріжці Венеційського кінофестивалю з нашивкою на сорочці у вигляді синьо-жовтого прапора та зазначила, що її розум й душа з Україною. 2024 року Денев разом з командою United24 записала відеозвернення з нагоди другої річниці повномасштабної російської агресії проти України, в якому підтримала українців і побажала перемоги.

## Модельна та рекламна діяльність

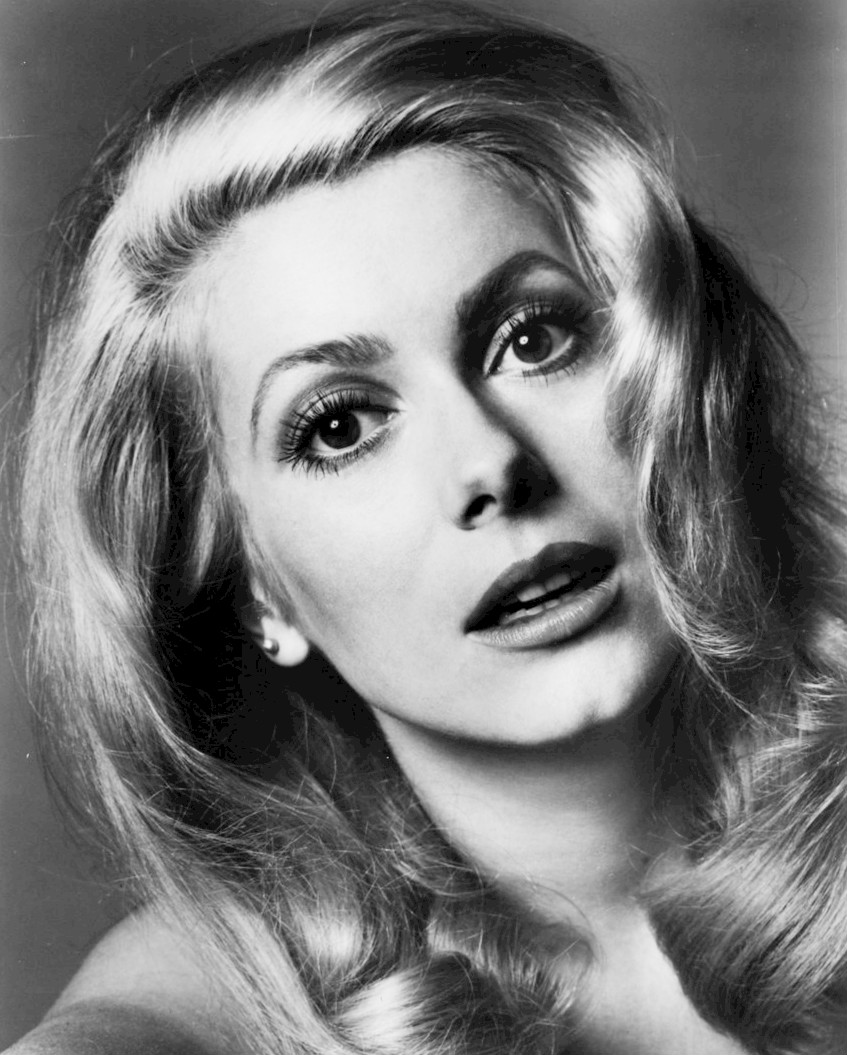
Катрін Денев, 1969 рік

У 1963 і 1965 роках Денев знялася оголеною для двох фотоальбомів журналу Playboy. 1973 року вона стала обличчям «Chanel № 5» (рекламне фото зробив всесвітньо відомий фотограф Річард Аведон), що надалі викликало різке зростання продажів цього парфуму в США — настільки, що американська преса, зачарована її шармом, номінувала її на звання «найелегантнішої жінки світу».
Протягом 1980-х роках, крім використання зовнішності Денев для зображення Маріанни, її образ використовувався й в інших проєктах. 1983 року компанія American Home Products запросила її представляти свою косметику й найняла Річарда Аведона для реклами своєї лінії «Youth Garde». 1987 року вона знялася в рекламному ролику, присвяченому приватизації компанії Suez. 1992 року Денев стала моделлю рекламної кампанії нової лінії Іва Сен-Лорана для догляду за шкірою.
2001 року її обрали новим обличчям L'Oréal Paris. 2006 року Денев стала третім натхненням серії косметики «M-A-C Beauty Icon» і взяла участь у створенні кольорової колекції, яка з'явилася в магазинах M-A-C в усьому світі в лютому того ж року. 2007 року Денев з'явилася в рекламі нових речей бренду Louis Vuitton. 2012 року вона знялася в рекламі агентства Publicis для компаній Orange і Cinéday. У березні 2013 року Денев увійшла до списку 50 найкраще одягнених людей старше 50 років за версією Guardian. Надалі вона знову взяла участь в рекламній кампанії Louis Vuitton весна-літо 2014 року, де як муза дизайнера Марка Джейкобса, на знак пошани до нього, з'явилася в інтерв'ю, у якому розповіла історію, що пов'язувала її із сумкою цього бренду (модель NN14). У липні 2017 року Денев з'явилася у відеокампанії Louis Vuitton під назвою «Connected Journeys», присвяченій запуску смартгодинника «Tambour Horizon», у якій також знялися Дженніфер Коннеллі, Пе Ду На, Джейден Сміт і Міранда Керр.
2021 року Денев з'явилася у рекламі, присвяченій 15-річчю сайту оголошень Le Bon Coin, в кадрах якої вона розповідає що збирає фігурки курчат, зокрема придбані на цьому ресурсі.

## Фільмографія
За майже 70-річну кар'єру Денев зіграла понад 140 ролей і вважається однією з найкасовіших акторок Франції. Стрічки з нею зібрали в кінотеатрах майже 99 мільйонів глядачів.

### Ігрові ролі
| Рік  |    | Українська назва                   | Оригінальна назва                                                     | Роль                              |
| ---- | -- | ---------------------------------- | --------------------------------------------------------------------- | --------------------------------- |
| 1957 | ф  | Гімназистки                        | Les Collégiennes                                                      | учениця                           |
| 1959 | ф  | Кошенята                           | Les Petits Chats                                                      | епізод                            |
| 1960 | ф  | Двері хлопають                     | Les portes claquent                                                   | Даніель                           |
| 1960 | ф  | Ловелас                            | L'homme à femmes                                                      | Катрін                            |
| 1961 | кф | Таке життя                         | Ça c'est la vie                                                       | головна роль                      |
| 1962 | ф  | Парижанки                          | Les Parisiennes                                                       | Софі                              |
| 1962 | ф  | Сатана там править бал             | Et Satan conduit le bal                                               | Мануелла                          |
| 1963 | ф  | Порок і доброчесність              | Le vice et la vertu                                                   | Жюстина Моран                     |
| 1963 | ф  | Португальські канікули             | Vacances portugaises                                                  | Катрін                            |
| 1964 | ф  | Шербурзькі парасольки              | Les Parapluies de Cherbourg                                           | Женев'єва Емері                   |
| 1964 | ф  | Найпрекрасніші шахрайства у світі  | Les plus belles escroqueries du monde                                 | шахрайка                          |
| 1964 | ф  | Полювання на чоловіка              | La Chasse à l'homme                                                   | Деніз                             |
| 1964 | ф  | Месьє складе вам компанію          | Un monsieur de compagne                                               | Ізабель                           |
| 1964 | ф  | Постійність розуму                 | La costanza della ragione                                             | Лорі                              |
| 1965 | ф  | Вінок з маргариток                 | Das Liebeskarussell                                                   | Анжела Клаасен                    |
| 1965 | ф  | Пісня світу                        | Le chant du monde                                                     | Клара                             |
| 1965 | ф  | Відраза                            | Repulsion                                                             | Керол                             |
| 1966 | ф  | Життя багатіїв                     | La Vie de château                                                     | Марі                              |
| 1966 | ф  | Істоти                             | Les créatures                                                         | Мілен                             |
| 1967 | ф  | Денна красуня                      | Belle De Jour                                                         | Северина Серізі                   |
| 1967 | ф  | Дівчата з Рошфора                  | Les Demoiselles de Rochefort                                          | Дельфін Гарньє                    |
| 1967 | ф  | Маєрлінг                           | Mayerling                                                             | Марія Вечера                      |
| 1968 | ф  | Манон 70                           | Manon 70                                                              | Манон                             |
| 1968 | ф  | Капітуляція                        | La Chamade                                                            | Люсіль                            |
| 1968 | ф  | Бенжамен, або Щоденник незайманого | Benjamin ou les Mémoires d'un puceau                                  | Анн                               |
| 1968 | кф | Відень: роки, що запам'яталися     | Vienna: The Years Remembered                                          | грає саму себе                    |
| 1969 | ф  | Квітневі безумства                 | The April Fools                                                       | Катрін Гюнтер                     |
| 1969 | ф  | Сирена з «Міссісіпі»               | La Sirène du Mississipi                                               | Жулі Руссе / Маріон Вергано       |
| 1970 | ф  | Трістана                           | Tristana                                                              | Трістана                          |
| 1970 | ф  | Віслюча шкіра                      | Peau d'âno                                                            | принцеса / Осляча Шкура           |
| 1971 | ф  | Це трапляється лише з іншими       | Ça n'arrive qu'aux autres                                             | Катрін                            |
| 1972 | ф  | Поліцейський                       | Un flic                                                               | Кеті                              |
| 1972 | ф  | Сука                               | La Cagna                                                              | Ліза                              |
| 1973 | ф  | Трохи вагітний                     | L'événement le plus important depuis que l'homme a marché sur la lune | Ірен де Фонтеной                  |
| 1974 | ф  | Не чіпайте білу жінку!             | Touche pas à la femme blanche                                         | Марі-Елен де Буа-Монфре           |
| 1974 | ф  | Справи добропорядних людей         | Fatti di gente perbeno                                                | Лінда Муррі Бонмартіно            |
| 1974 | ф  | Жінка в червоних чоботях           | La femme aux bottes rouges                                            | Франсуаза Леруа                   |
| 1975 | ф  | Зиг Заг                            | Zig Zig                                                               | Марі                              |
| 1975 | ф  | Дикун                              | Le Sauvage                                                            | Неллі                             |
| 1975 | ф  | Метушня                            | Hustle                                                                | Ніколь Бріттон                    |
| 1975 | ф  | Агресія                            | L' Agression                                                          | Сара                              |
| 1976 | ф  | Якби почати спочатку               | Si c'était à refaire                                                  | Катрін                            |
| 1977 | ф  | Загублена душа                     | Anima persa                                                           | Софія Штольц                      |
| 1977 | ф  | Легіонери                          | March or Die                                                          | Симона Пікар                      |
| 1977 | ф  | Пляжний будиночок                  | Casotto                                                               | жінка мрії                        |
| 1978 | ф  | Чужі гроші                         | L'Argent des autres                                                   | Сесіль Раньє                      |
| 1978 | ф  | Послухай                           | Écoute voir                                                           | Клод Альфан                       |
| 1979 | ф  | Дорослі діти                       | Ils sont grands ces petits                                            | Луїза Мушен                       |
| 1979 | ф  | За нас двох                        | À nous deux                                                           | Франсуаза                         |
| 1979 | ф  | Сміливіше, біжімо                  | Courage fuyons                                                        | Єва Сілвер                        |
| 1980 | ф  | Я вас кохаю                        | Je vous aime                                                          | Аліса                             |
| 1980 | ф  | Останнє метро                      | Le Dernier Metro                                                      | Маріон Штайнер                    |
| 1981 | ф  | Вибір зброї                        | Le Choix des armes                                                    | Ніколь                            |
| 1981 | ф  | Готель «Америка»                   | Hôtel des Amériques                                                   | Елен                              |
| 1982 | ф  | Африканець                         | L'Africain                                                            | Шарлотта                          |
| 1982 | ф  | Шок                                | Le Choc                                                               | Клер                              |
| 1983 | ф  | Голод                              | The Hunger                                                            | Міріам Блейлок                    |
| 1984 | ф  | Форт Саган                         | Fort Saganne                                                          | Луїза Тіссо                       |
| 1984 | ф  | Слова і музика                     | Paroles et musique                                                    | Марго                             |
| 1984 | ф  | Така моя воля                      | Le Bon Plaisir                                                        | Клер Деспре                       |
| 1985 | ф  | Сподіваємося, що буде дівчинка     | Speriamo che sia femmina                                              | Клаудія                           |
| 1986 | ф  | Місце злочину                      | Le lieu du crime                                                      | Лілі                              |
| 1987 | ф  | Сентиментальний агент              | Agent trouble                                                         | Аманда Вебер                      |
| 1988 | ф  | Радіочастота вбивства              | Fréquence meurte                                                      | Жанна Кестер                      |
| 1988 | ф  | Дивне місце для зустрічі           | Drôle d'endroit pour une rencontre                                    | Франс                             |
| 1991 | ф  | Біла королева                      | La reine blanche                                                      | Ліліан Ріпош                      |
| 1991 | ф  | Проти забуття                      | Contre l'oubli                                                        | грає саму себе                    |
| 1992 | ф  | Індокитай                          | Indochine                                                             | Еліана                            |
| 1993 | ф  | Улюблена пора року                 | Ma saison préférée                                                    | Емілі                             |
| 1994 | ф  | Партія в шахи                      | La partie d'échecs                                                    | маркіза Женев'єва де Те           |
| 1995 | ф  | Сто та одна ніч Симона Сінема      | Les Cent et une nuits de Simon Cinema                                 | зірка                             |
| 1995 | ф  | Монастир                           | O Convento                                                            | Елен                              |
| 1996 | ф  | Злодії                             | Les Voleurs                                                           | Марі                              |
| 1996 | кф | Завжди короткі                     | Court toujours                                                        | Маріанн                           |
| 1997 | ф  | Генеалогія злочину                 | Généalogies d'un crime                                                | Соланж Рів'єр / Жанна Хіггінс     |
| 1997 | кф | Без назви                          | Sans titre                                                            | грає саму себе                    |
| 1998 | ф  | Вандомська площа                   | Place Vendôme                                                         | Маріанна Малівер                  |
| 1999 | ф  | Схід — Захід                       | Est — Ouest                                                           | Габріель Девеле                   |
| 1999 | ф  | Віднайдений час                    | Le Temps retrouve                                                     | Одетта де Кресі                   |
| 1999 | ф  | Книга, яка сама себе написала      | The Book That Wrote Itself                                            | мадам Денев                       |
| 1999 | ф  | Кохана теща                        | Belle Maman                                                           | Леа                               |
| 1999 | ф  | Вітер вночі                        | Le vent de la nuit                                                    | Елен                              |
| 1999 | ф  | Пола Ікс                           | Pola X                                                                | Марі                              |
| 2000 | ф  | Та, що танцює у темряві            | Danser in the Dark                                                    | Кеті (Квальда)                    |
| 2001 | ф  | Я йду додому                       | Je rentre à la maison                                                 | Маргеріт                          |
| 2001 | ф  | Мушкетер                           | The Musketeer                                                         | Анна Австрійська                  |
| 2001 | ф  | Хлопчик-мізинчик                   | Le petit poucet                                                       | королева                          |
| 2001 | ф  | Розпусниці                         | Absolument fabuleux                                                   | глядачка дефіле                   |
| 2002 | ф  | 8 жінок                            | 8 femmes                                                              | Габі                              |
| 2002 | ф  | Поряд з Раєм                       | Au plus pres du paradis                                               | Фанетта                           |
| 2003 | ф  | Розмовний фільм                    | Um Filme Falado                                                       | Дельфін                           |
| 2003 | тф | Небезпечні зв'язки                 | Les Liaisons dangereuses                                              | маркза Ізабель де Мертей          |
| 2004 | ф  | Королі та королева                 | Rois et reine                                                         | мадам Вассет                      |
| 2004 | тф | Принцеса Марія                     | Princesse Marie                                                       | Марі Бонапарт                     |
| 2004 | ф  | Повернути час назад                | Les Temps qui changent                                                | Сесіль                            |
| 2005 | ф  | Королівський палац                 | Palais royal!                                                         | королева Євгенія                  |
| 2006 | ф  | Братство каменю                    | Le Concile de pierre                                                  | Сібіл Вебер                       |
| 2006 | ф  | Герой родини                       | Le Heros de la famille                                                | Аліса Мірмонт                     |
| 2006 | с  | Частини тіла                       | Nip/Tuck                                                              | Даяна Лубі (епізод "Diana Lubey") |
| 2007 | ф  | Життя після нього                  | Après lui                                                             | Камілла                           |
| 2007 | ф  | Персеполіс                         | Persepolis                                                            | мати (голос)                      |
| 2007 | тф | Сніданок з незнайомцем             | Frühstück mit einer Unbekannten                                       | елегантна дама                    |
| 2008 | ф  | Різдвяна казка                     | Un conte de Noël                                                      | Жюнона                            |
| 2008 | ф  | Я хочу подивитися                  | Je veux voir                                                          | грає саму себе                    |
| 2008 | ф  | Мої зірки та я                     | Mes stars et moi                                                      | Соланж Дювів'є                    |
| 2009 | ф  | Дочка лінії метро                  | La fille du RER                                                       | Луїза                             |
| 2009 | ф  | Сіпрієн                            | Cyprien                                                               | Вівіан Вагнер                     |
| 2009 | ф  | Одного разу у Версалі              | Bancs publics (Versailles rive droite)                                | клієнтка у гардеробі              |
| 2009 | ф  | Матері та доньки                   | Mères et filles                                                       | Мартіна                           |
| 2010 | ф  | Відчайдушна домогосподарка         | Potiche                                                               | Сюзанн Пюжоль                     |
| 2010 | ф  | Людина, яка хотіла лишатися собою  | L'homme qui voulait vivre sa vie                                      | Анні                              |
| 2011 | ф  | Кохані                             | Les bien-aimés                                                        | Мадлен                            |
| 2011 | ф  | Очі його матері                    | Les yeux de sa mère                                                   | Лена Вебер                        |
| 2012 | ф  | Лінії Веллінгтона                  | Les Lignes de Wellington                                              | Северина Швейцер                  |
| 2012 | ф  | Астерікс і Обелікс у Британії      | Asterix et Obelix: Au Servise de sa Majeste                           | королева Корделія                 |
| 2012 | ф  | Пірати Егейського моря             | O Theos agapaei to haviari                                            | Катерина II                       |
| 2013 | ф  | По сигарети                        | Elle s'en va                                                          | Бетті                             |
| 2014 | ф  | Жінка на подвір'ї                  | Dans la cour                                                          | Матильда                          |
| 2014 | ф  | Чоловік, якого надто сильно любили | L'homme qu'on aimait trop                                             | Рене Ле Ру                        |
| 2014 | ф  | Три серця                          | 3 coeurs                                                              | Колетт                            |
| 2015 | ф  | Молода кров                        | La tête haute                                                         | суддя Флоранс Блак                |
| 2015 | ф  | Надновий заповіт                   | Le Tout Nouveau Testament                                             | Мартіна                           |
| 2016 | ф  | Бовдур                             | Le Cancre                                                             | Маргеріт                          |
| 2017 | ф  | Добре яблуко                       | Bonne pomme                                                           | Барбара                           |
| 2017 | ф  | Поцілунок Беатріс                  | Sage Femme                                                            | Беатріс Соболевскі                |
| 2017 | кф | Ласий шматочок                     | Belle à croquer                                                       | ангел                             |
| 2017 | ф  | Все розділяє нас                   | Tout nous sépare                                                      | Луїза Келлер                      |
| 2018 | ф  | Бур'ян                             | Mauvaises herbes                                                      | Монік                             |
| 2018 | ф  | Останнє безумство Клер Дарлінг     | La derière folie de Claire Darling                                    | Клер Дарлінг                      |
| 2018 | кф | Дует кішок                         | Duo des chats                                                         | мати                              |
| 2018 | ф  | Кохання — це вечірка               | L'amour est une fête                                                  | камео                             |
| 2019 | ф  | Прощання з ніччю                   | L'Adieu à la nuit                                                     | Мюріель                           |
| 2019 | ф  | З днем народження                  | Fête de famille                                                       | Андреа                            |
| 2019 | ф  | Правда                             | La Verite                                                             | Фаб'єн Данжевіль                  |
| 2020 | ф  | Жахливі джунглі                    | Terrible jungle                                                       | Шанталь де Беллабр                |
| 2021 | ф  | Після мене                         | De son vivant                                                         | Крісталь Болтанскі                |
| 2022 | ф  | Хабіб: Велика пригода              | Habib, la grande aventure                                             | грає саму себе                    |
| 2022 | кф | Italian Best Shorts 7: Бути жінкою | Feminine Singular                                                     | мадам Жан                         |
| 2023 | ф  | Бернадетт                          | Bernadette                                                            | Бернадетт Шірак                   |
| 2024 | ф  | Смішні птахи                       | Funny Birds                                                           | Соланж                            |
| 2024 | ф  | Марчелло Міо                       | Marcello Mio                                                          | грає саму себе                    |
| 2024 | ф  | Дада                               | Dada                                                                  | головна роль                      |

### Документальні фільми
| Рік  |     | Українська назва                         | Оригінальна назва                                | Роль           |
| ---- | --- | ---------------------------------------- | ------------------------------------------------ | -------------- |
| 1972 | док | Останній крик Галлеса                    | Le Dernier Cri des Halles                        | грає саму себе |
| 1970 | док | Ланглуа                                  | Langlois                                         | грає саму себе |
| 1981 | док | Репортери                                | Reporters                                        | грає саму себе |
| 1986 | док | Норма Джин, або Мерилін Монро            | Norma Jean, dite Marilyn Monroe                  | коментар       |
| 1989 | док | Кадри з краю: Гельмут Ньютон             | Frames from the Edge : Helmut Newton             | грає саму себе |
| 1993 | док | Дівчатам виповнилося 25 років            | Les Demoiselles ont eu 25 ans                    | грає саму себе |
| 1995 | док | Всесвіт Жака Демі                        | L'Univers de Jacques Demy                        | грає саму себе |
| 1995 | док | Франсуаза називає себе Франсуазою        | Elle s'appelait Françoise                        | грає саму себе |
| 1997 | док | П'єр і Жиль, історії кохання             | Pierre and Gilles                                | грає саму себе |
| 2000 | док | У фон Трієра: 100 один                   | Von Trier's: 100 ojne                            | грає саму себе |
| 2001 | док | Хмари: листи до мого сина                | Nuages, Lettres à mon fils                       | оповідачка     |
| 2002 | док | Ів Сен-Лоран, 5 авеню Марсо 75116, Париж | Yves Saint-Laurent, 5 avenue Marceau 75116 Paris | грає саму себе |
| 2003 | док | Французька жінка                         | Le Génie français                                | грає саму себе |
| 2009 | док | Лист до Анни                             | Lettre à Anna                                    | оповідачка     |
| 2010 | док | Катрін Денев, прекрасна і мила           | Catherine Deneuve, belle et bien là              | грає саму себе |
| 2012 | док | Катрін Денев, Рів Гош                    | Catherine Deneuve, Rive Gauche                   | грає саму себе |
| 2018 | док | Франсуаза Дорлеак, «Обіцянка»            | Françoise Dorléac, une promesse                  | грає саму себе |
| 2022 | док | Денев, королева Катрін                   | Deneuve, la reine Catherine                      | грає саму себе |
| 2023 | док | Катрін Денев у власному образі           | Catherine Deneuve à son image                    | грає саму себе |

### Відеокліпи
Денев знялася у кількох відеокліпах до пісень різних виконавців:
- 1980 — «Dieu est un fumeur de havanes»: виконує пісню з Сержом Генсбуром, який написав її для фільму Клода Беррі «Я вас кохаю».
- 1994 — «Paris Paris» Малколма Макларена: грає саму себе.
- 1995 — «N'oubliez jamais» Джо Кокера: грає саму себе, походжаючи вулицями Парижа, де зустрічається з Кокером.
- 2008 — «Figures imposées» Жульєна Доре[fr]: жінка на роликах.

## Співацька діяльність
Денев іноді займалася співацькою діяльністю. 1981 року вона записала єдиний студійний альбом в стилі шансону та попроку Souviens-toi de m'oublier («Не забувайте про мене»), пісні до якого написав Серж Генсбур. Платівка не мала успіху, що Денев коментувала: «Запис був не достатньо добре підготовлений, і це рівною мірою вина як Сержа, так і моя. Не маючи досвіду й орієнтирів, я казала собі: „Ну, це має бути нормально“, але що ближчою була дата, тим більше я розуміла, що щось не так. Помилка полягала в тому, що я зробила лонгплей без теми. Я теж несу за це відповідальність, тому що не можна бути просто інтерпретатором…». Крім того, вона записала понад півтора десятка інших окремих пісень, багато з яких виконала в дуеті з різними артистами (йдеться переважно про саундтреки до фільмів).

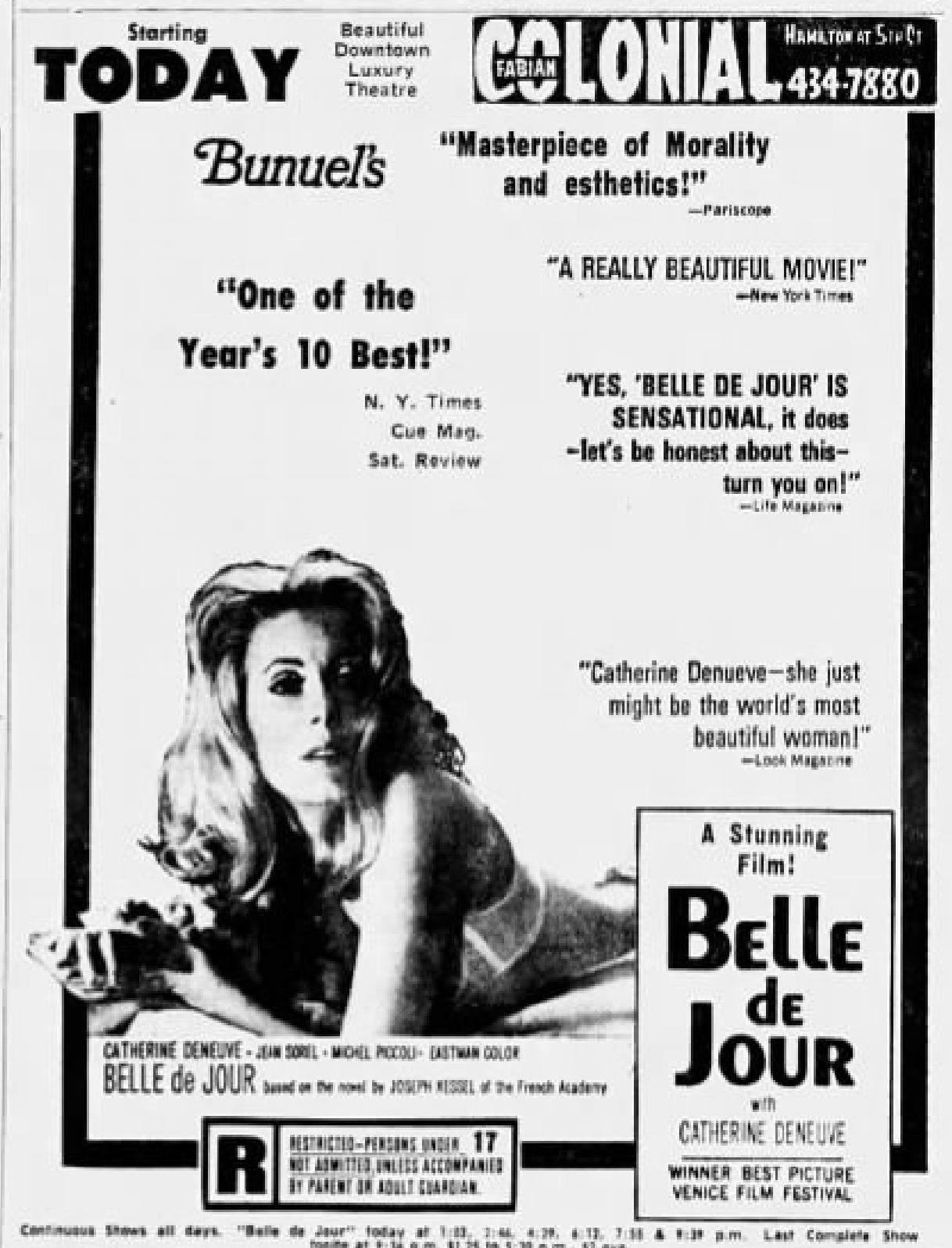
Афіша до фільму «Денна красуня» з Катрін Денев 1969 року (Аллентаун, США)

Пісні альбому Souviens-toi de m'oublier:
- «Digital Delay»
- «Dépression au-dessus du jardin»
- «Epsilon»
- «Monna Vanna et Miss Duncan»
- «Marine band tremolo»
- «Ces petits riens» (дует з Сержем Генсбуром)
- «Souviens-toi de m'oublier» (дует з Сержем Генсбуром)
- «Overseas Telegram»
- «What tu dis qu'est-ce tu say»
- «Oh Soliman»
- «Alice hélas»

Інші пісні:
- 1975 — «Zig Zig» і «Cette étoile, mon étoile» (саундтрек до фільму «Зиг Заг»).
- 1979 — «Lady from Amsterdam» (саундтрек до фільму «Сміливіше, біжімо»).
- 1980 — «Dieu fumeur de havanes» (спільно з Сержем Генсбуром, саундтрек до фільму «Я вас кохаю»).
- 1980 — «Quand on s'aime» (спільно з Жераром Депардьє).
- 1994 — «Paris Paris» (спільно з Малкольмом Маклареном).
- 1997 — «Allô maman bobo» (спільно з Аленом Сушоном, Жаном-Жаком Гольдманом та Лораном Вульзі).
- 1999 — «Joyeux anniversaire maman» (спільно з Stomy Bugsy, саундтрек до фільму «Кохана теща»).
- 2000 — «Cvalda» (спільно з Бйорк, саундтрек до фільму «Та, що танцює у темряві»).
- 2001 — «Toi jamais» (саундтрек до фільму «8 жінок»).
- 2006 — «Ho capito che ti amo» (саундтрек до фільму «Герой родини»).
- 2010 — «C'est beau la vie» (спільно з Бенжаменом Бйоле, саундтрек до фільму «Відчайдушна домогосподарка»).
- 2011 — «L.O.V.E.» (спільно з Жульєном Доре).
- 2011 — «L'Adorer» (спільно з Етьєном Дахо).
- 2011 — «Tout est si calme» (спільно з Кларою Куст, Людівін Саньє та К'ярою Мастроянні), «Une fille légère» (спільно з К'ярою Мастроянні) та «Je ne peux vivre sans t'aimer» (саундтрек до фільму «Кохані»).
- 2015 — «Des airs de liberté» (спільно з Бенжаменом Бйоле).
- 2017 — «Noir et Blanc» (спільно з Igit).
- 2022 — «Dieu fumeur de havanes» (спільно з Руфусом Вейнрайтом).

## Аудіокниги
- «Попелюшка» (Шарль Перро)
- «Добридень, смутку» (Франсуаза Саган)
- «Конячки Тарквінії» (Маргеріт Дюрас)
- «Сліпий рай» (Дунг Тху Хонг)
- «Маркіза О…» (Генріх фон Кляйст)
- «Листи до молодого поета» (Райнер Марія Рільке)
- «Листи до моєї матері» (Сільвія Плат)
- «Абрикоси Донбасу» (Любов Якимчук)[342].

## Нагороди та номінації

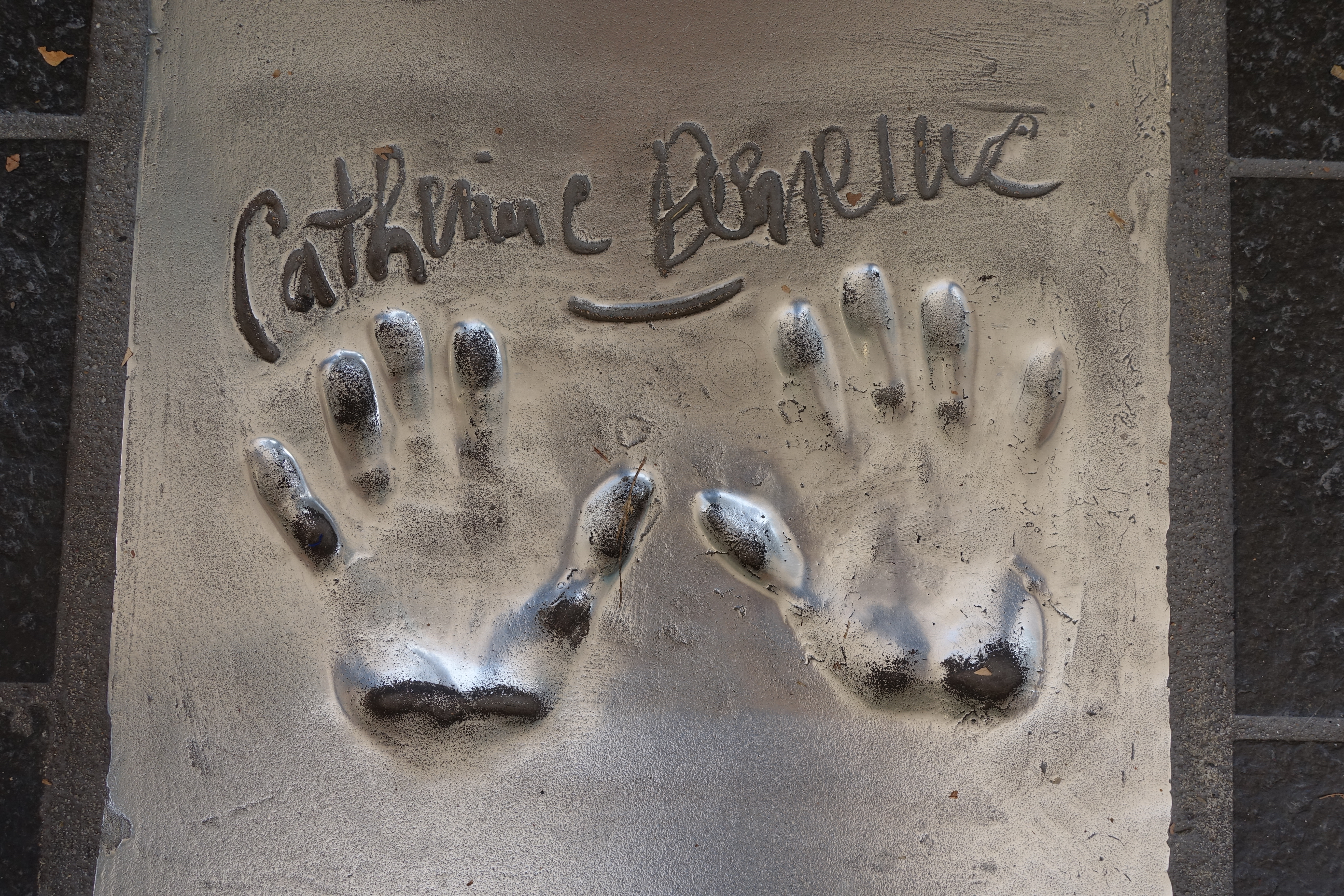
Відбитки Катрін Денев на тротуарі біля Палацу фестивалів у Каннах

Сезар
- 1976 — Номінація на найкращу акторку («Дикун»)
- 1981 — Найкраща акторка («Останнє метро»)
- 1982 — Номінація на найкращу акторку («Готель „Америка“»)
- 1988 — Номінація на найкращу акторку («Сентиментальний агент»)
- 1989 — Номінація на найкращу акторку («Дивне місце для зустрічі»)
- 1993 — Найкраща акторка («Індокитай»)
- 1994 — Номінація на найкращу акторку («Улюблена пора року»)
- 1997 — Номінація на найкращу акторку («Злодії»)
- 1999 — Номінація на найкращу акторку («Вандомська площа»)
- 2006 — Номінація на найкращу акторку другого плану («Королівський палац»)
- 2011 — Номінація на найкращу акторку («Відчайдушна домогосподарка»)
- 2014 — Номінація на найкращу акторку («По сигарети»)
- 2015 — Номінація на найкращу акторку («Жінка на подвір'ї»)
- 2016 — Номінація на найкращу акторку («Молода кров»)

Оскар
- 1993 — Номінація на найкращу акторку («Індокитай»)

BAFTA
- 1969 — Номінація на найкращу акторку («Денна красуня»)

Давид ді Донателло
- 1981 — Найкраща іноземна акторка («Останнє метро»)

Венеційський кінофестиваль
- 1998 — Кубок Вольпі за найкращу жіночу роль («Вандомська площа»)
- 2022 — Почесна премія Золотий лев за кар'єрні досягнення

Каннський кінофестиваль
- 2005 — Почесна Золота пальмова гілка
- 2008 — Спеціальна премія за творчі досягнення

Кришталева зірка
- 1964 — Найкраща акторка («Шербурзькі парасольки»)

Московський міжнародний кінофестиваль
- 1997 — Спеціальна премія за внесок у світовий кінематограф
- 2012 — Премія Станіславського

Одеський міжнародний кінофестиваль
- 2019 — Почесна премія «Золотий Дюк» за внесок у кіномистецтво

Золота камера
- 1994 — Найкраща іноземна акторка («Улюблена пора року»)

Європейський кіноприз
- 2002 — Найкраща акторка («8 жінок»)
- 2013 — За життєві досягнення

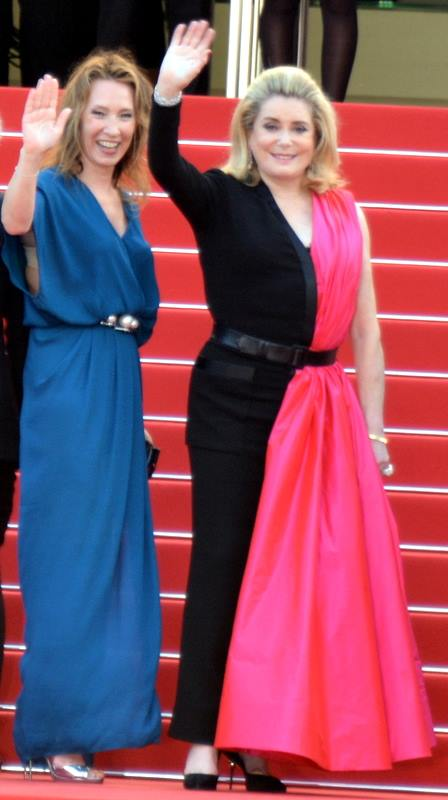
Катрін Денев з Еммануель Беко на Каннському кінофестивалі 2015 року

Берлінський міжнародний кінофестиваль
- 1998 — Почесна премія «Золотий ведмідь»
- 2002 — Премія Срібний ведмідь за видатний внесок у мистецтво («8 жінок»)

Міжнародний кінофестиваль у Сан-Себастьяні
- 1995 — Премія «Доностія»

Кінофестиваль у Кабурі
- 2013 — Премія «Удар серця» («По сигарети»)

Кришталевий глобус
- 2009 — Номінація на найкращу акторку («Різдвяна казка»)
- 2018 — Номінація на найкращу акторку («Поцілунок Беатріс»)

Супутник
- 2001 — Номінація на найкращу акторку другого плану («Та, що танцює у темряві»)
- 2008 — Номінація на найкращу акторку у мюзиклі або комедії («Різдвяна казка»)

Люм'єр
- 2011 — Номінація на найкращу акторку («Відчайдушна домогосподарка»)
- 2012 — Номінація на найкращу акторку («Кохані»)
- 2014 — Номінація на найкращу акторку («По сигарети»)
- 2024 — Номінація на найкращу акторку («Бернадетт»)

Імператорська премія
- 2018 — За досягнення

Паризька премія кінокритиків
- 2024 — Номінація на найкращу акторку («Бернадетт»)

## Відзнаки
- Орден княгині Ольги III ст. (Україна, 4 вересня 2023) — «за вагомий особистий внесок у зміцнення міждержавного співробітництва, підтримку державного суверенітету та територіальної цілісності України, популяризацію Української держави у світі»[343].

## Автобіографії
- 1996 — «Її звали Франсуаза» («Elle s'appelait Françoise»), у співавторстві з Патріком Модіано.
- 2004 — «У власній тіні» («À l'ombre de moi-même»). Книга складається зі щоденників, які Денев вела під час знімання фільмів «Квітневі безумства» (1969), «Трістана» (1970), «Індокитай» (1992), «Схід — Захід» (1999), «Вітер вночі» (1999) і «Та, що танцює у темряві» (2000).
- 2010 — «Певна повільність» («Une certaine lenteur»), у співавторстві з Арно Деплешеном.